# Lijst van vroegere plaatsnamen in België
Hieronder volgt een lijst van vroegere plaatsnamen in België, waarbij een overzicht wordt gegeven van de evolutie van de plaatsnaam.
Voor de verklaring van de oorspronkelijke betekenis van de Vlaamse gemeentenamen is het boek De Vlaamse Gemeentenamen zeker een aanrader.

## Hoofdstedelijk Gewest
| Huidige grondgebied: gemeente                 | Huidige plaatsnaam                            | Type              | Oude plaatsnaam (jaartal) |
| --------------------------------------------- | --------------------------------------------- | ----------------- | --- |
| Anderlecht                                    | Anderlecht                                    | dorp, gemeente    | 1046 Andreleth, 1075 Andrelech, 1076-1085 Andarlech, 1111 Andrelet, 1207 Anderlecth, 1211 Anderleght 1712 Anderlecht, 1748 Anderlecht, 1854 Anderlecht |
| Anderlecht                                    | Broek (Brouck)                                | gehucht           | 1777 Broeck, 1854 Broeck |
| Anderlecht                                    | Duneringe (verdwenen)                         |                   | 1748 Duneringue |
| Anderlecht                                    | Kuregem (Cureghem)                            |                   | 1748 Curegon, 1854 Cureghem |
| Anderlecht                                    | Meilemens (verdwenen)                         |                   | 1854 Meilemensch |
| Anderlecht                                    | Moortebeek                                    |                   | 1712 Moutebeeck |
| Anderlecht                                    | Neerpede                                      | gehucht           | 1712 Neer Pede, 1777 Neerpede, 1854 Neerpede |
| Anderlecht                                    | Paapsem                                       |                   | 1854 Poxeat |
| Anderlecht                                    | Scheut                                        | gehucht           | 1712 Sceut, 1777 Scheut, 1854 Scheut |
| Anderlecht                                    | Van Aa (verdwenen)                            | gehucht           | 1777 Straete Van Aa |
| Anderlecht                                    | Veeweide                                      | gehucht           | 1712 Voewaij, 1748 Weeway, 1777 Veewayde, 1854 Veeweyde |
| Brussel (Bruxelles)                           | Brussel (Bruxelles)                           | hoofdstad         | 966 kopie 15e eeuw Bruocsella, ca. 1040 kopie midden 11e eeuw Brosella, 1047 vals midden 12e eeuw Brucsella 1712 Brussel, 1777 Bruxelles, 1854 Bruxelles |
| Brussel (Bruxelles)                           | Donderberg (verdwenen)                        |                   | 1854 Donderberg |
| Brussel (Bruxelles)                           | Drootbeek                                     |                   | 1854 Droot Beek |
| Brussel (Bruxelles)                           | Haren                                         | dorp              | ca. 1050, 1138 Haren 1712 Harren, 1777 Haeren, 1854 Haeren |
| Brussel (Bruxelles)                           | Heizel                                        |                   | 1854 Heyssel |
| Brussel (Bruxelles)                           | Hogeliest (verdwenen)                         |                   | 1854 Hoogeliest |
| Brussel (Bruxelles)                           | Kauwenberg (verdwenen)                        |                   | 1854 Kauwenberg |
| Brussel (Bruxelles)                           | Laken (Laeken)                                | dorp              | 1086 Laca, 1117 kopie 15e eeuw Lachus, (te lezen als Lachis) 1154 Laken, 1149 Lachen, Laken 1748 Laken, 1777 Laken, 1854 Laeken |
| Brussel (Bruxelles)                           | Neder-Over-Heembeek                           | dorpen            | 673-690 (vals 1024-1031) kopie 12e eeuw Haimbecha, ca. 1155 kopie ca. 1243 Hembecca, 1161 kopie in Henbecca superiori, 1175 Henbeche, Henbeke, 1190 in superiori Henbeka 1712 Neer Heembeeck, Over Heembeeck, 1777 Neder Heembeeck, Over Heembeeck, 1841 Neder-Heembeek, Over-Heembeek, 1854 Neder-Heembeek, Over-Heembeek |
| Brussel (Bruxelles)                           | Nederliest (verdwenen)                        |                   | 1854 Nederliest |
| Brussel (Bruxelles)                           | Ossegem                                       |                   | 1854 Hosseghem, Hossegem |
| Brussel (Bruxelles)                           | Ransbeek                                      |                   | 1854 Ransbeek |
| Brussel (Bruxelles)                           | Solferberg (verdwenen)                        |                   | Den Solfer Bergh |
| Brussel (Bruxelles)                           | Stokkel                                       |                   | 1712 Stockel, 1748 Stockel, 1777 Stockel, 1854 Stockel |
| Brussel (Bruxelles)                           | Stuyvenberg                                   |                   | 1854 Stuyvenberg |
| Elsene (Ixelles)                              | Elsene (Ixelles)                              | dorp, gemeente    | 1210 Elsela, 1216 Helsele 1712 Ixelle, 1777 Ixelles, 1854 Ixelles |
| Elsene (Ixelles)                              | Arbre Béni (verdwenen)                        | kruispunt         | 1777 Arbre Bénit, 1854 Arbre Béni |
| Elsene (Ixelles)                              | Groenendaal (verdwenen)                       |                   | 1854 Groenedael |
| Elsene (Ixelles)                              | Solbos                                        | bos               | 1777 Sol-Bosch |
| Elsene (Ixelles)                              | Tenbos (Tenbosch)                             | gehucht           | 1777 Tenbosch, 1854 Tenbosch |
| Elsene (Ixelles)                              | Verkeerden Haan (verdwenen)                   |                   | 1854 Verkeerden Haan |
| Etterbeek                                     | Etterbeek                                     | dorp, gemeente    | 966 kopie 15e eeuw Iatrebache, 1127 Iatrebecca, 1138 Jetterbecce 1712 Etterbeeck, 1748 Etterbeeck, 1777 Etterbeke, 1854 Etterbeek |
| Evere                                         | Evere                                         | dorp, gemeente    | 1120 kopie einde 13e eeuw Euerna, ca. 1185 Euerne, 1263 Euerna, Euerne 1712 Eever, 1748 Ever, 1777 Evere, 1854 Evere |
| Ganshoren                                     | Ganshoren                                     | gehucht, gemeente | 1149 ganshorn, ganshorne, ghanshoren 1712 Ganshorn, 1748 Ganshorn, 1777 Ganshoren, 1854 Ganshoren |
| Jette                                         | Jette                                         | dorp, gemeente    | 1089 Jettensis, 1108 Jetha, 1110 Iettensis, 1117 Iattensis, 1146 Getthensis, enz. 1712 Jette, 1777 Jette, 1854 Jette |
| Jette                                         | Dielegem (Dieleghem)                          |                   | 1712 Dieleghem, 1748 Dilighem, 1777 Dilighem, 1854 Dileghem |
| Jette                                         | Essegem (Esseghem)                            |                   | 1321 Esseghem |
| Koekelberg                                    | Koekelberg                                    | dorp, gemeente    | 1225 Kokelberg, 1264 Coekelberg 1712 Koekelbergh, 1748 Koekelberg, 1777 Koeckelbergh, 1841 Kockelberg, 1854 Koekelberg |
| Oudergem (Auderghem)                          | Oudergem (Auderghem)                          | dorp, gemeente    | ca. 1160 Oldrengem, 1257 Oudrenghem 1712 Auderghem, 1748 Auderghem, 1777 Auwerghem, 1854 Auderghem |
| Oudergem (Auderghem)                          | Ter Kameren (La Cambre)                       | gehucht           | 1777 La Cambre, 1854 La Cambre |
| Schaarbeek (Schaerbeek)                       | Schaarbeek (Schaerbeek)                       | dorp, gemeente    | 1712 Scharebeeck, 1777 Schaerebeeck, 1854 Schaerbeek |
| Schaarbeek (Schaerbeek)                       | Helmet                                        |                   | 1712 Eelm, 1748 Eelm, 1854 Helmet |
| Sint-Agatha-Berchem (Berchem-Sainte-Agatha)   | Sint-Agatha-Berchem (Berchem-Sainte-Agatha)   | dorp, gemeente    | 1132 Berchehem, 1133 Berchem, 1563 Sint Achtten berchem 1712 Berckem, 1748 Berckem, 1777 Berchem, 1854 Berchem-Ste.Agathe |
| Sint-Agatha-Berchem (Berchem-Sainte-Agatha)   | Toftsveld (verdwenen)                         |                   | 1748 Toft Sueld |
| Sint-Gillis (Saint-Gilles)                    | Sint-Gillis (Saint-Gilles)                    | dorp, gemeente    | ca 1123 Obbrussella, ca 1190 Obrusele, 1216 Obbruxella, 1222 de superiori Bruxella, 1356 boven sent gilys 1712 S. Gillis, 1748 St. Gilles, 1777 St. Gillis, 1854 St. Gillis |
| Sint-Gillis (Saint-Gilles)                    | Alsemberg (verdwenen)                         |                   | 1854 Alsem Berg |
| Sint-Gillis (Saint-Gilles)                    | Betlehem (verdwenen)                          |                   | 1712 Betlehem, 1748 Beleem, 1854 Bethlehem |
| Sint-Jans-Molenbeek (Molenbeek-Saint-Jean)    | Sint-Jans-Molenbeek (Molenbeek-Saint-Jean)    | gemeente          | 1174 Molenbeke, ca. 1195 Molenbecca, 1220 Molembeke 1712 Meulbeeck, 1777 Meulebeeck, 1841 Molenbeek-St-Jean, 1854 Molenbeek-St.Jean |
| Sint-Jans-Molenbeek (Molenbeek-Saint-Jean)    | Corwet (verdwenen)                            |                   | 1748 Corwet |
| Sint-Jans-Molenbeek (Molenbeek-Saint-Jean)    | Moortebeek                                    |                   | 1841 Moortelbeek, 1854 Moortebeek |
| Sint-Jans-Molenbeek (Molenbeek-Saint-Jean)    | Ossegem (Osseghem)                            | gehucht           | 1748 Ausseghem, 1777 Ossegem, 1841 Osseghem, 1854 Osseghem |
| Sint-Joost-ten-Node (Saint-Josse-ten-Noode)   | Sint-Joost-ten-Node (Saint-Josse-ten-Noode)   | dorp, gemeente    | 1251 Nude, 1311 Oede, 1324 Noede, 1527 Sint-Josse-ten-Noede 1712 S. Joos ten Noode, 1777 St. Joos ten Noode, 1854 St. Josse-ten-Noode |
| Sint-Lambrechts-Woluwe (Woluwe-Saint-Lambert) | Sint-Lambrechts-Woluwe (Woluwe-Saint-Lambert) | dorp, gemeente    | 1047 vals midden 12e eeuw Wolewe, 1117 UUoleuue, 1125 Woleuue, enz., 1356 Sente Lambrechts Woluwe 1712 S. Lambrecht Woluwe, 1748 St. Lambrecht Woluwe, 1777 St. Lambrechts Woluwé, 1854 Woluwe-St. Lambert |
| Sint-Lambrechts-Woluwe (Woluwe-Saint-Lambert) | Kouseheide (verdwenen)                        |                   | 1854 Causehey |
| Sint-Lambrechts-Woluwe (Woluwe-Saint-Lambert) | Roodebeek                                     | gehucht           | 1748 Rombeeck, 1777 Roodenbeeck, 1854 Roodebeek |
| Sint-Pieters-Woluwe (Woluwe-Saint-Pierre)     | Sint-Pieters-Woluwe (Woluwe-Saint-Pierre)     | dorp, gemeente    | 1712 S. Pieters Woluwe, 1748 St. Pieters Woluwe, 1777 St. Peeters Woluwé / St. Pierre Woluwé, 1854 Woluwe-St. Pierre |
| Sint-Pieters-Woluwe (Woluwe-Saint-Pierre)     | Bemel (verdwenen)                             |                   | 1777 Bemel, 1854 Bemel |
| Ukkel (Uccle)                                 | Ukkel (Uccle)                                 | dorp, gemeente    | 1712 Uckel, 1777 Uccle, 1854 Uccle |
| Ukkel (Uccle)                                 | Carloo                                        | gehucht           | 1777 Carloo, 1854 St. Job |
| Ukkel (Uccle)                                 | le Chat (verdwenen)                           |                   | 1854 le Chat |
| Ukkel (Uccle)                                 | Diesdelle (Vivier d'Oie)                      | gehucht           | 1777 Vivierdoye, 1854 Vivier d'Oye |
| Ukkel (Uccle)                                 | Engeland (verdwenen)                          |                   | 1854 Engeland |
| Ukkel (Uccle)                                 | Gaasbeek (verdwenen)                          |                   | 1854 Gaesbeek |
| Ukkel (Uccle)                                 | Groene Jager (Vert Chausseu)                  | gehucht           | 1777 Verd chasseur, 1854 Verd Chasseur |
| Ukkel (Uccle)                                 | Grosselberg (verdwenen)                       |                   | 1854 Grosselberg |
| Ukkel (Uccle)                                 | Koevoet (verdwenen)                           |                   | 1854 Koevoet |
| Ukkel (Uccle)                                 | Langeveld (Longchamp)                         | gehucht           | 1712 Langevelt, 1777 Langheveldt, 1854 Langeveld |
| Ukkel (Uccle)                                 | Neerstalle                                    |                   | 1854 Neer Stalle |
| Ukkel (Uccle)                                 | Stalle                                        | gehucht           | 1712 Stalle, 1777 Stalle, 1854 Stalle |
| Ukkel (Uccle)                                 | Verrewinkel                                   |                   | 1854 Verrewinkel |
| Ukkel (Uccle)                                 | Vleurgat (Bascule)                            | gehucht           | 1777 Vleugat, 1854 Fleurgat |
| Vorst (Forest)                                | Vorst (Forest)                                | dorp, gemeente    | 1105-1113 Forestensis, 1110 Forestum, 1117 Forest, 1130-1151 Vorst 1712 Forest, 1777 Foret, 1854 Forêt |
| Vorst (Forest)                                | le Chien (verdwenen)                          |                   | 1854 le Chien |
| Watermaal-Bosvoorde (Watermael-Boitsfort)     | Watermaal-Bosvoorde (Watermael-Boitsfort)     | gemeente          | |
| Watermaal-Bosvoorde (Watermael-Boitsfort)     | Bosvoorde (Boitsfort)                         | gehucht           | 1220 Bouchefort, 1225 Bostfort, 1469 Baudsvoort 1712 Boitsfort, 1777 Boitsfort, 1854 Boitsfort |
| Watermaal-Bosvoorde (Watermael-Boitsfort)     | Watermaal (Watermael)                         | dorp              | 1712 Watrmael, 1777 Waetermael, 1854 Watermael |
| Watermaal-Bosvoorde (Watermael-Boitsfort)     | Boondaal                                      | gehucht           | 1712 Bovendael, 1777 Boondael, 1854 Boondael |
| Watermaal-Bosvoorde (Watermael-Boitsfort)     | Karegat (verdwenen)                           |                   | 1854 Kaeregat |

## Provincie Antwerpen
| Huidig grondgebied: gemeente - deelgemeente | Huidige plaatsnaam          | Type         | Oude plaatsnaam (jaartal) |
| ------------------------------------------- | --------------------------- | ------------ | --- |
| Aartselaar                                  | Aartselaar                  | gemeente     | 1307 (kopie) Artselaer, Aertselaer |
| Antwerpen                                   | Antwerpen                   | stad         | 8e eeuw kopie 10e eeuw Andouerpenses, Andouerpis, 692,726 kopie 1191 Antwerpo, 980 Andouerpis castro, 1124 Antwerpia, Antwerpensis, 1295 Antwerpen |
| Antwerpen - Berchem                         | Berchem                     | deelgemeente | |
| Antwerpen - Berendrecht-Zandvliet-Lillo     | Berendrecht-Zandvliet-Lillo | deelgemeente | |
| Antwerpen - Berendrecht-Zandvliet-Lillo     | Berendrecht                 |              | 1120 kopie ca. 1225 Beringe, 1171 kopie 13e eeuw Berenges, 1188 Beringen, 1200 Baringen 1712 Beerendrecht                                          |
| Antwerpen - Berendrecht-Zandvliet-Lillo     | Monnikenhof                 |              | 1712 Muniken hof |
| Antwerpen - Berendrecht-Zandvliet-Lillo     | Zandvliet                   |              | 1119 kopie 13e eeuw Zantfliten, 1135 Santflit, 1148 Santflite 1712 Santvliet ruiné                                                                 |
| Antwerpen - Berendrecht-Zandvliet-Lillo     | Lillo                       |              | 1124, 1185 Linlo, 1170 Lindlo, 1225 Lillo 1946 Lilloo                                                                                              |
| Antwerpen - Borgerhout                      | Borgerhout                  | deelgemeente | |
| Antwerpen - Deurne                          | Deurne                      | deelgemeente | 813 Turninum, 993 Turne, 1161 Torninis, ca. 1189 Dorna, 1196 kopie 14e Dorne, 1246 Durne, 1320 Doerne, 16e eeuw Turninum                           |
| Antwerpen - Merksem                         | Merksem                     | deelgemeente | ca. 1189 Marcsam, 1209 Marcsem, 1212 Marshem, 1246 Marxeem, 1309 Merxeem, 1349 Mercsem                                                             |
| Antwerpen - Ekeren                          | Ekeren                      | deelgemeente | 1157, 1165, 1179, 1223 Akerne, 1212 Ekerne, 1246 Ekren, Ekeren                                                                                     |
| Antwerpen - Ekeren                          | Laar                        | rivier       | 1263 Ekrene |
| Antwerpen - Hoboken                         | Hoboken                     | deelgemeente | 1135 Hobuechen, 1148 Hobuken, 1223 Obuka, 1259 Hoboken, 1441 Hoeboeken                                                                             |
| Antwerpen - Wilrijk                         | Wilrijk                     | deelgemeente | 1003 Uulrika, 1108 Wilrice, 1161 Wilrica, 1179 Wilrike                                                                                             |
| Arendonk                                    | Arendonk                    | gemeente     | 1219 Arendunc, 1249 Arendonc |
| Baarle-Hertog                               | Baarle-Hertog               | gemeente     | 1129 Barle, 1154 Barla, 1349 Baerle |
| Balen                                       | Balen                       | gemeente     | 1173 Banele, 13e eeuw, 1334 Balen |
| Beerse                                      | Beerse                      | gemeente     | |
| Beerse - Vlimmeren                          | Vlimmeren                   | deelgemeente | |
| Berlaar                                     | Berlaar                     | gemeente     | |
| Berlaar - Gestel                            | Gestel                      | deelgemeente | |
| Boechout                                    | Boechout                    | gemeente     | |
| Boechout - Vremde                           | Vremde                      | deelgemeente | |
| Bonheiden                                   | Bonheiden                   | gemeente     | 1414, 1428, 1446 prochie ter Boedenheyde, 1504 prochie ter Boenheyde, 1560 Boyenheyde                                                              |
| Bonheiden - Rijmenam                        | Rijmenam                    | deelgemeente | 1712 Rijmenam |
| Bonheiden - Rijmenam                        | Hollaken                    |              | 1712 Hollaiken |
| Boom                                        | Boom                        |              | 1374 Ten boem |
| Bornem - Weert                              | Weert                       |              | 1242 Werde |
| Brasschaat                                  | Brasschaat                  |              | 1269 Breesgata |
| Brecht                                      | Brecht                      |              | 1173 Brecte |
| Duffel                                      | Duffel                      |              | 1136 Duffla, 1170 Duffle |
| Geel                                        | Geel                        | stad         | 1155 Ghela, 1270 Gheyle |
| Herentals                                   | Herentals                   | stad         | 1150 Herenthals, 1182 Hernehals |
| Herentals - Morkhoven                       | Morkhoven                   |              | 1286 Morchoven |
| Herentals - Noorderwijk                     | Noorderwijk                 |              | 974 Northrewic |
| Hoogstraten                                 | Hoogstraten                 | stad         | |
| Hoogstraten - Meer                          | Meer                        |              | 1245 Mera 1712 Meer |
| Hoogstraten - Minderhout                    | Minderhout                  |              | 1238 Minrehout |
| Hulshout - Westmeerbeek                     | Westmeerbeek                |              | 994 Meerbeke, 1374 Wuestmeerbeke, 1407 Woestmeerbeke                                                                                               |
| Kalmthout                                   | Kalmthout                   |              | 1145 Calmehoet 1712 Calmpthout |
| Kalmthout                                   | Achterbroek                 |              | 1712 Achterbroeck |
| Kalmthout                                   | Nieuwmoer                   |              | 1712 Nieumoer |
| Kapellen                                    | Ertbrant                    |              | 1712 Den Ertbrant |
| Kapellen                                    | Kapellen                    |              | 1277 Hoghescote 1712 Cappellen |
| Kasterlee                                   | Kasterlee                   |              | 1244 Castrele |
| Kasterlee - Lichtaart                       | Lichtaart                   |              | 1115 Lifterde |
| Kontich                                     | Kontich                     |              | 9e eeuw Condatu in Rien, 12e eeuw Contheca |
| Laakdal - Veerle                            | Veerle                      |              | 1286 Verle |
| Lier                                        | Lier                        | stad         | 1146 Lyra, 1147 Liere, 1183 Lyera |
| Lille - Poederlee                           | Poederlee                   |              | 1123 Poderla |
| Malle - Westmalle                           | Westmalle                   |              | 1233 Westmalle |
| Mechelen                                    | Mechelen                    | stad         | 870 Maalinas, 912 Maslinas, 1008 Machlinas |
| Mechelen - Muizen                           | Muizen                      |              | 1156 Musena |
| Meerhout                                    | Meerhout                    |              | 746 Mareholt |
| Merksplas                                   | Merksplas                   |              | 1148 Marcblas Marxblas |
| Mol                                         | Mol                         |              | 1173 Molle |
| Mortsel                                     | Mortsel                     | stad         | 1150 Mortezele |
| Niel                                        | Niel                        |              | 1149 Nila |
| Nijlen                                      | Nijlen                      |              | 1145 Nile |
| Putte                                       | Putte                       |              | 1286 Sanct Nicolai de puteo |
| Puurs-Sint-Amands - Puurs                   | Puurs                       |              | 1106 Puoderce, 1345 Puderse, 1414 Op-Puedersel, 18e eeuw Puers                                                                                     |
| Ranst - Emblem                              | Emblem                      |              | 503 Emblehem |
| Ravels - Weelde                             | Weelde                      |              | 1251 Welde, 1486 Welde |
| Ravels - Poppel                             | Poppel                      |              | 726 Pieplo / Peplo, 1211 Publo |
| Turnhout                                    | Turnhout                    | stad         | |
| Westerlo                                    | Westerlo                    |              | 997 Westerlo |
| Westerlo                                    | Heultje                     |              | 1594 Hultken 1712 Heulken, 1772 Olcken |
| Wuustwezel                                  | Wuustwezel                  |              | 1246 Wesele, 1374 Wuestwesele 1712 Woestwesel / Westwesel                                                                                          |
| Wuustwezel                                  | Westdoorn                   |              | 1712 Westdoorn |
| Wuustwezel - Loenhout                       | Loenhout                    |              | 1712 Loenhout |
| Zandhoven                                   | Zandhoven                   |              | 1712 Santhoven |
| Zandhoven - Massenhoven                     | Massenhoven                 |              | 1180 Masenhove |
| Zwijndrecht                                 | Zwijndrecht                 |              | 1712 Zwyndrecht |

## Provincie Henegouwen
| Huidige grondgebied: gemeente - deelgemeente          | Huidige plaatsnaam         | Type                  | Oude plaatsnaam (jaartal)                                                |
| ----------------------------------------------------- | -------------------------- | --------------------- | ------------------------------------------------------------------------ |
| Aat (Ath)                                             | Aat (Ath)                  |                       | 1076 Aaht, 1180 Haat, 1187 Aath, 1356 Auth                               |
| Aat (Ath) - Maffle                                    | Maffle                     |                       | 1628 Mafles, 1948 Maffles                                                |
| Aat (Ath) - Mainvault                                 | Mainvault                  |                       | 1111 Maionis Waldo, 1181 Main Walt                                       |
| Aat (Ath) - Moulbaix                                  | Moulbaix                   |                       | 1101 Molenbais                                                           |
| Aat (Ath) - Meslin-l'Évêque                           | Meslin-l'Évêque            |                       | 946 Melin, 1180 Melen                                                    |
| Aiseau-Presles - Presles                              | Presles                    |                       | 1033 Pratellis, 1227 Preiles, 1233 Pratella                              |
| Antoing - Maubray                                     | Maubray                    |                       | 1186 Maubray Mambray                                                     |
| Beaumont - Leugnies                                   | Leugnies                   |                       | 868 Lupiniacas                                                           |
| Bergen (Mons)                                         | Bergen (Mons)              |                       | 642 Castri Locus, 1061 Monte Castriloco, 1071 Mons au Castiel, 1231 Mons |
| Bergen (Mons) - Jemappes                              | Jemappes                   |                       | 1065 Gamapio                                                             |
| Bergen (Mons) - Maisières                             | Maisières                  |                       | 1180 Maisières                                                           |
| Bergen (Mons) - Mesvin                                | Mesvin                     |                       | 10e eeuw Metuinus, 1134 Mevin                                            |
| Bergen (Mons) - Nouvelles                             | Nouvelles                  |                       | 1186 Novelles                                                            |
| Bernissart - Pommerœul                                | Pommerœul                  |                       | 1211 Pomeriolum, 13e eeuw Pumeruel                                       |
| Binche                                                | Binche                     |                       | 1124 Bincium, 1179 Bince                                                 |
| Brugelette - Mévergnies-lez-Lens                      | Mévergnies-lez-Lens        |                       | 1136 Mevrengien, 1172 Meturengin                                         |
| Chapelle-lez-Herlaimont - Piéton                      | Piéton                     |                       | 9e eeuw in Rodo trans fluvium Pinton, 1257 Pyethon                       |
| Charleroi                                             | Charleroi                  |                       | 868 Karnoit                                                              |
| Charleroi - Jumet                                     | Jumet                      |                       | 868 Gimiacum, 960 Gymiaco                                                |
| Charleroi - Marchienne-au-Pont                        | Marchienne-au-Pont         |                       | 9e eeuw Marcenas, 868 Marcianis                                          |
| Charleroi - Marcinelle                                | Marcinelle                 |                       | 868 Marcianis, 1168 Marchinelles                                         |
| Charleroi - Montignies-sur-Sambre                     | Montignies-sur-Sambre      |                       | 868 Montiniacus, 1246 Montigniaco                                        |
| Chimay                                                | Chimay                     |                       | 1089 Cymacum / Simacum                                                   |
| Chimay - Baileux                                      | Baileux                    |                       | 1180 Bailos                                                              |
| Doornik (Tournai)                                     | Doornik (Tournai)          |                       | 4e eeuw Turnacum, 409 Tornacus, 1302 Dorneke, 1948 Doornijke             |
| Doornik (Tournai) - Froyennes                         | Froyennes                  |                       | 1108 Frogana, 1184 Froiana, 1206 Froana                                  |
| Doornik (Tournai) - Marquain                          | Marquain                   |                       | 902 Markedunum, 1108 Marchen, 1290 Marquaing                             |
| Doornik (Tournai) - Mourcourt                         | Mourcourt                  |                       | 1108 Morcort, 1277 Mourcourt                                             |
| Doornik (Tournai) - Quartes                           | Quartes                    |                       | 1105 Quarta                                                              |
| Écaussinnes - Marche-lez-Écaussinnes                  | Marche-lez-Écaussinnes     |                       | 1186 Marke                                                               |
| Edingen (Enghien) - Lettelingen                       | Lettelingen                |                       | 1114 Parvus Enghien                                                      |
| Edingen (Enghien) - Mark                              | Mark                       |                       | 1131 Marcha, 1333 Marke                                                  |
| Erquelinnes                                           | Erquelinnes                |                       | 868 Erchelines, 1171 Hercheline                                          |
| Estaimpuis - Néchin                                   | Néchin                     |                       | 1190 Necin, 1200 Newchin                                                 |
| Estinnes - Peissant                                   | Peissant                   |                       | 960 Pescant, 1111 Pessant                                                |
| Frameries - La Bouverie                               | La Bouverie                |                       | 1248 Boveria                                                             |
| Frameries - Noirchain                                 | Noirchain                  |                       | 1179 Norcin, 1180 Noirchin                                               |
| Ham-sur-Heure-Nalinnes - Marbaix-la-Tour              | Marbaix-la-Tour            |                       | 1025 Marbasium                                                           |
| Honnelles - Marchipont                                | Marchipont                 |                       | 1171 Marcipont, 1184 Marchipont                                          |
| Jurbeke (Jurbise)                                     | Jurbeke (Jurbise)          |                       | 1193 Jorbise                                                             |
| Jurbeke (Jurbise) - Masnuy-Saint-Jean                 | Masnuy-Saint-Jean          |                       | 1119 Masnui, 1186 Mannuy Sancti Johannis                                 |
| Komen-Waasten (Comines-Warneton) - Komen (Comines)    | Komen (Comines)            | stad, deelgemeente    | 1096 Cumines, 1195 Coummes 1777 Commene, Commines                        |
| Komen-Waasten (Comines-Warneton) - Komen (Comines)    | Ten Brielen                | gehucht               | 1777 Tem Baeten                                                          |
| Komen-Waasten (Comines-Warneton) - Houthem            | Houthem                    | dorp, deelgemeente    | 1777 Houthem                                                             |
| Komen-Waasten (Comines-Warneton) - Houthem            | Kortewilde (verdwenen)     | gehucht               | 1777 Courtewilde                                                         |
| Komen-Waasten (Comines-Warneton) - Neerwaasten        | Neerwaasten                | dorp, deelgemeente    | 1777 Baswarneton                                                         |
| Komen-Waasten (Comines-Warneton) - Ploegsteert        | Ploegsteert                | gehucht, deelgemeente | 1596 Plocsteert 1777 Plougsteert                                         |
| Komen-Waasten (Comines-Warneton) - Ploegsteert        | La Hutte                   | gehucht               | 1777 La Hutte                                                            |
| Komen-Waasten (Comines-Warneton) - Ploegsteert        | De Witte (La Blanche)      | gehucht               | 1777 La Planche (sic)                                                    |
| Komen-Waasten (Comines-Warneton) - Waasten (Warnêton) | Waasten                    | stad, deelgemeente    | 1777 Waestene, Warneton                                                  |
| Komen-Waasten (Comines-Warneton) - Waasten (Warnêton) | Mauvais Cornêt (verdwenen) | gehucht               | 1777 Mauvais Cornest                                                     |
| Komen-Waasten (Comines-Warneton) - Waasten (Warnêton) | Pont-Rouge                 | gehucht               | 1777 Le Pont Rouge                                                       |
| Komen-Waasten (Comines-Warneton) - Waasten (Warnêton) | Le Gheer                   | gehucht               | 1777 Bergh Straete                                                       |
| La Louvière                                           | La Louvière                |                       | 1168 Lovaria                                                             |
| La Louvière - Maurage                                 | Maurage                    |                       | 868 Maregium, 1186 Marages                                               |
| Le Rœulx - Mignault                                   | Mignault                   |                       | 673 Miniacum, 1180 Mignau                                                |
| Lens - Montignies-lez-Lens                            | Montignies-lez-Lens        |                       | 1090 Montiniaco, 1147 Montignium                                         |
| Lessen (Lessines)                                     | Lessen (Lessines)          |                       | 1065 Lietsines, 1179 Lescines                                            |
| Lessen (Lessines) - Papegem                           | Papegem                    |                       | 1147 Papinchehem                                                         |
| Leuze-en-Hainaut - Pipaix                             | Pipaix                     |                       | 1186 Pippais, 1277 Puspais                                               |
| Merbes-le-Château                                     | Merbes-le-Château          |                       | 1241 Merbes Castello, 15e eeuw Mierbes Caster                            |
| Moeskroen (Mouscron)                                  | Moeskroen (Mouscron)       |                       | 1060 Moscheron                                                           |
| Momignies                                             | Momignies                  |                       | 1182 Mumeignies                                                          |
| Momignies - Macon                                     | Macon                      |                       | 1316 Mascons, 1416 Macons                                                |
| Momignies - Monceau-Imbrechies                        | Monceau-Imbrechies         |                       | 887 Mons Folcardi, 1313 Monchial                                         |
| Montigny-le-Tilleul                                   | Montigny-le-Tilleul        |                       | 868 Montiniacum, 1277 Montegni-le-Tigneur, 18e eeuw Montigny-Scabiosa    |
| Morlanwelz                                            | Morlanwelz                 |                       | 1178 Morlanwelz, 1321 Morlandivadum                                      |
| Morlanwelz - Mont-Sainte-Aldegonde                    | Mont-Sainte-Aldegonde      |                       | 1177 Mons Sanctae Aldegundis                                             |
| Pecq                                                  | Pecq                       |                       | 1168 Peesc, 12e eeuw Pedesch                                             |
| Péruwelz                                              | Péruwelz                   |                       | 1184 Petrewez, 12e eeuw Peruwez, 1254 Pierwez                            |
| Quaregnon                                             | Quaregnon                  |                       | 915 Quaternio, Quaterlesia, 955 Quaternio, 1010 Quaregio, 1181 Quarignon |
| Quévy - Quévy-le-Grand                                | Quévy-le-Grand             |                       | 1181 Cevi parvum et magnum, 1195 Kevi                                    |
| Quiévrain                                             | Quiévrain                  |                       | 902 Caprinum, 982 Cavrem, 1118 Cavren                                    |
| Saint-Ghislain - Neufmaison                           | Neufmaison                 |                       | 1107 Novaedomus, 1293 Neuves Maisons                                     |
| Tubeke (Tubize)                                       | Tubeke (Tubize)            |                       | 877 Thobacem, 1136 Tubecca                                               |
| Vloesberg (Flobecq)                                   | Vloesberg (Flobecq)        |                       | 1131 Floresberc, 1161 Florebecca, 1162 Florbech                          |
| Zinnik (Soignies) - Naast                             | Naast                      |                       | 1119 Nasta, 1225 Naust                                                   |
| Zinnik (Soignies) - Neufvilles                        | Neufvilles                 |                       | 1122 Nova Villa                                                          |

## Provincie Limburg
| Huidige grondgebied: gemeente - deelgemeente | Huidige plaatsnaam    | Type         | Oude plaatsnaam (jaartal)                                                                                          |
| -------------------------------------------- | --------------------- | ------------ | --- |
| Alken                                        | Alken                 | gemeente     | 1066 kopie 18e eeuw Allecha, 1078 kopie 13e eeuw Alleca, 1155 kopie 13e eeuw Alleke, 1155 kopie 13e-14e eeuw Aleke |
| As                                           | As                    |              | 1140 Asch, 1345 tot assche, 1637 onder ass                                                                         |
| Beringen                                     |                       | stad         | |
| Beringen - Paal                              | Paal                  |              | 1497 Paell |
| Bilzen                                       | Bilzen                | stad         | 950 Belisia, 1016 Belisca, 1040 Bilsen, 1171 Bilisia, 1296 Blise                                                   |
| Bilzen - Martenslinde                        | Martenslinde          |              | 1096 Linne, 1376 Linde Sancti Martini, 15e eeuw Sinte-Maerten-Lynden                                               |
| Bilzen - Mopertingen                         | Mopertingen           |              | 1314 Maubertingen                                                                                                  |
| Bilzen - Munsterbilzen                       | Munsterbilzen         |              | 950 Belisia, 1040 Bilsen                                                                                           |
| Bilzen - Waltwilder                          | Waltwilder            |              | 1097 Wilre, 1381 Wout-Wylre                                                                                        |
| Bocholt                                      | Bocholt               |              | 1096 Buocholz |
| Borgloon                                     | Borgloon              | stad         | 1441 Loscastrum |
| Bree                                         | Bree                  | stad         | |
| Dilsen-Stokkem                               | Dilsen-Stokkem        | stad         | |
| Dilsen-Stokkem - Lanklaar                    | Lanklaar              |              | 888 Langolare |
| Genk                                         | Genk                  | stad         | 1103 Ghengek, 1147 Genneche, 1151 Genike                                                                           |
| Gingelom - Montenaken                        | Montenaken            |              | 1139 Montenaken, 1174 Monteigney, 1203 Montegni                                                                    |
| Gingelom - Muizen                            | Muizen                |              | 680 Musinium, 927 Musinne                                                                                          |
| Gingelom - Niel-bij-Sint-Truiden             | Niel-bij-Sint-Truiden |              | 1139 Nyel |
| Halen                                        | Halen                 | stad         | |
| Hamont-Achel                                 | Hamont-Achel          | stad         | |
| Hamont-Achel - Achel                         | Achel                 | deelgemeente | 1139 Achile, 1401 Achel                                                                                            |
| Hamont-Achel - Hamont                        | Hamont                |              | 1401 Hamont, 1431 Hamond                                                                                           |
| Hasselt                                      | Hasselt               | stad         | 1105 Hasluth |
| Hechtel-Eksel - Eksel                        | Eksel                 |              | 714 Ochinsala, 11e eeuw Ekinsala, 1153 Hecsele                                                                     |
| Hechtel-Eksel - Hechtel                      | Hechtel               |              | 1160 Hectela |
| Heers - Heks                                 | Heks                  |              | 1175 Herxe |
| Heers - Mechelen-Bovelingen                  | Mechelen-Bovelingen   |              | 1139 Megglen |
| Heers - Veulen                               | Veulen                |              | 1186 Folonia, 1206 Voelne                                                                                          |
| Herk-de-Stad                                 | Herk-de-Stad          | stad         | |
| Houthalen-Helchteren - Helchteren            | Helchteren            |              | 1178 Halechtera |
| Houthalen-Helchteren - Houthalen             | Houthalen             |              | 1367 Houthallen, 1420 Houthalen                                                                                    |
| Kinrooi                                      | Kinrooi               |              | 1345 Kynre, 1474 Kynroede                                                                                          |
| Lanaken                                      | Lanaken               |              | 1497 Loedenaken, 1618 Ladenaken                                                                                    |
| Lanaken                                      | Smeermaas             |              | 1500 Smeeldermale                                                                                                  |
| Lanaken - Gellik                             | Gellik                |              | ca. 800 Galliacum, 1096 Gelleken                                                                                   |
| Lanaken - Neerharen                          | Neerharen             |              | 1314 Haren |
| Lanaken - Rekem                              | Rekem                 |              | 1140 Radekeim, 1143 Radenchen, 1400 Reckheim                                                                       |
| Leopoldsburg                                 | Leopoldsburg          |              | 1842 Bourg, 1850 Bourg-Léopold                                                                                     |
| Lommel                                       | Lommel                | stad         | |
| Lummen - Linkhout                            | Linkhout              |              | 1139 Linckholt |
| Maaseik                                      | Maaseik               | stad         | 870 Echa, 952 Eiche, 1245 Eke                                                                                      |
| Maaseik - Neeroeteren                        | Neeroeteren           |              | 952 Uotra |
| Maasmechelen - Meeswijk                      | Meeswijk              |              | 946 Masuic, 1034 Maeswick                                                                                          |
| Nieuwerkerken                                | Nieuwerkerken         |              | 1139 Nova Ecclesia 1712 Nieukercke                                                                                 |
| Oudsbergen - Gruitrode                       | Gruitrode             |              | 1078 Roda |
| Oudsbergen - Meeuwen                         | Meeuwen               |              | 1146 Mewa |
| Oudsbergen - Neerglabbeek                    | Neerglabbeek          |              | 1219 Glatbeke tam inferioris quam superioris                                                                       |
| Peer                                         | Peer                  |              | 1107 Pire, 1108 ecclesie de Pirges, 1253 Pexhe                                                                     |
| Peer - Kleine-Brogel                         | Kleine-Brogel         |              | 1470 Cleynbrogel                                                                                                   |
| Pelt - Neerpelt                              | Neerpelt              |              | 815 Paleth, 1107 Pelto, 1424 Peelt                                                                                 |
| Riemst - Membruggen                          | Membruggen            |              | 1365 Membrughen |
| Riemst - Millen                              | Millen                |              | 1146 Milna, 1202 Milhem, 1213 Mille                                                                                |
| Sint-Truiden                                 | Sint-Truiden          | stad         | 500 Zerkingen, 655 Oppidum Sancti Trudonis                                                                         |
| Sint-Truiden - Aalst                         | Aalst                 |              | 1107 kopie 13e eeuw Alost, Alste, 1373 Aelst                                                                       |
| Sint-Truiden - Duras                         | Duras                 |              | 1099 Durachium |
| Sint-Truiden - Halmaal                       | Halmaal               |              | 673 Halmala |
| Tessenderlo                                  | Tessenderlo           |              | 1135 Tessenderlo, 1139 Tessenderlon, 1298 Testerloe, 1365 Loen, 1651 Loensium, 1654 Loensis, Tesendeloiensis       |
| Tongeren                                     | Tongeren              | stad         | ca. 15 v. Chr. Atuatuca Tungrorum                                                                                  |
| Tongeren - Lauw                              | Lauw                  |              | 1084 delle Wege, 1241 Luege, 1243 Lude, 1246 Le Wege, 1266 Luide, 1271 Liwege, 1362 Louage, 1380 Louwen, 1467 Loy  |
| Tongeren - Neerrepen                         | Neerrepen             |              | 1067 Repes |
| Tongeren - Nerem                             | Nerem                 |              | 1250 Nederheim |
| Voeren - Moelingen                           | Moelingen             |              | 1105 Mulanz, 1157 Mulingia                                                                                         |
| Wellen                                       | Wellen                |              | 1158 Wellene, 1163 Welnis                                                                                          |
| Zonhoven                                     | Zonhoven              |              | 1280 Sonuwe |

## Provincie Luik
| Huidige grondgebied: gemeente - deelgemeente | Huidige plaatsnaam  | Type | Oude plaatsnaam (jaartal)                                                                    |
| -------------------------------------------- | ------------------- | ---- | -------------------------------------------------------------------------------------------- |
| Amel (Amblève)                               | Amel (Amblève)      |      | 670 Amblava curtis, 888 Amblava villa, 1293 Amelle                                           |
| Amel (Amblève) - Meyerode                    | Meyerode            |      | 1311 Meierout                                                                                |
| Baelen - Membach                             | Membach             |      | 1172 Menebach, 1380 Menenbach, 1411 Membach, 1442 Mynbach                                    |
| Blegny - Mortier                             | Mortier             |      | 910 Mortarium, 1108 Mortire                                                                  |
| Borgworm (Waremme) - Lantremange             | Lantremange         |      | 1130 Ladremenges, 1135 Landermenges                                                          |
| Clavier - Pailhe                             | Pailhe              |      | 1179 Palia, 1497 Pailhe                                                                      |
| Eupen                                        | Lierneux            |      | 1213 Oipen, 1356 Naus, 1442 Oupen                                                            |
| Ferrières - My                               | My                  |      | 873 Medis, 1159 Mies, 14e eeuw Mieus                                                         |
| Fléron - Magnée                              | Magnée              |      | 1292 Mangnée                                                                                 |
| Hannuit (Hannut)                             | Hannuit (Hannut)    |      | 1213 Hannuet, 1222 Hanut                                                                     |
| Hannuit (Hannut) - Moxhe                     | Moxhe               |      | 1085 Mois, 1087 Moysk, 1125 Moz                                                              |
| Héron - Lavoir                               | Lavoir              |      | 1497 Lavatorium                                                                              |
| Hoei (Huy)                                   | Hoei (Huy)          |      | 634 Choium, 744 Hogio, 885 Hoio super fluvium eiusdem nominis Hoio, 11e eeuw Hogge, 1162 Huy |
| Hoei (Huy)                                   | Neuville-sous-Huy   |      | 14e eeuw Noewilhe                                                                            |
| Juprelle - Paifve                            | Paifve              |      | 1344 Pede, 14e eeuw Peve                                                                     |
| Lierneux                                     | Lierneux            |      | 862 Ledernaus                                                                                |
| Lierneux - Bra                               | Bra                 |      | 862 Bractis / Brattis, 882 Bratis, 1103 Braz                                                 |
| Lincent (Lijsem) - Pellaines (Pellen)        | Pellaines (Pellen)  |      | 1060 Pellonies / Pellanias, 1132 Pellenges, Pellines, 1145 Pellens, 1188 Pellennes           |
| Luik                                         | Luik                |      | 853 Leodicum, 854 Leodicus, Leodium Legia, Luticha                                           |
| Malmedy                                      | Malmedy             |      | 638 Malmunderium / Malmundarium Malmundinenses                                               |
| Marchin                                      | Marchin             |      | 1106 Marchins, 1228 Marcins                                                                  |
| Modave                                       | Modave              |      | 1137 Mandale, 1185 Mandavle, 14e eeuw Modauvles                                              |
| Nandrin                                      | Nandrin             |      | 1219 Nandren, 1497 Nandrien                                                                  |
| Neupré - Neuville-en-Condroz                 | Neuville-en-Condroz |      | 1266 La Novevilhe                                                                            |
| Neupré - Plainevaux                          | Plainevaux          |      | 1188 Plana vallis                                                                            |
| Pepinster                                    | Pepinster           |      | 1343 Pepinster                                                                               |
| Plombières - Montzen                         | Montzen             |      | 1075 Monzhic, 1948 Montsen                                                                   |
| Plombières - Moresnet                        | Moresnet            |      | 1497 Moresnyet                                                                               |
| Soumagne - Melen                             | Melen               |      | 1100 Meilent, 1131 Meslen                                                                    |
| Verviers - Petit-Rechain                     | Petit-Rechain       |      | 906 Reicheim                                                                                 |
| Wanze - Moha                                 | Moha                |      | 12e eeuw Musal, 1204 Musau, 1210 Monhaut, 14e eeuw Mouhal, 1367 Musal                        |
| Wasseiges - Meeffe                           | Meeffe              |      | 1155 Mafia                                                                                   |

## Provincie Luxemburg
| Huidige grondgebied: gemeente - deelgemeente | Huidige plaatsnaam    | Type | Oude plaatsnaam (jaartal)                                                    |
| -------------------------------------------- | --------------------- | ---- | ---------------------------------------------------------------------------- |
| Aarlen (Arlon)                               | Aarlen (Arlon)        |      | 3e eeuw Orolaunum, 8e eeuw Castellum Harlonis                                |
| Attert - Nobressart                          | Nobressart            |      | 1246 Helkenroth, 1256 Abrichars, 1336 Abrissart                              |
| Bastenaken (Bastogne)                        | Bastenaken (Bastogne) |      | 634 Bastonego, 887 Bastonica, 888 Bastonio                                   |
| Bouillon                                     | Bouillon              |      | 814 Bulonium, 852 Buillon                                                    |
| Bouillon - Noirefontaine                     | Noirefontaine         |      | 1359 Noierfontaines                                                          |
| Büllingen - Manderfeld                       | Manderfeld            |      | 854 Manderfelt                                                               |
| Durbuy                                       | Durbuy                |      | 814 Durboiom, 1221 Drebui                                                    |
| Durbuy - Izier                               | Izier                 |      | 1130 Isers, 1497 Ysier, 1525 Disier                                          |
| Florenville                                  | Florenville           |      | 1173 Florenvilla                                                             |
| Florenville - Muno                           | Muno                  |      | 1031 Monnau, 1204 Monau                                                      |
| Hotton - Marenne                             | Marenne               |      | 1354 Marinez, 1495 Marin, 1497 Marhinez / Marchinez                          |
| Houffalize - Mabompré                        | Mabompré              |      | Mabonis pratus                                                               |
| Jalhay                                       | Jalhay                |      | 1030 Geleaith, 1031 Jalehai                                                  |
| La Roche-en-Ardenne                          | Laroche               |      | 1046 Rupes Seremanni, 1195 Rupes in Arduennam, 1384 Velez, 1411 Welschveiltz |
| Libramont-Chevigny - Moircy                  | Moircy                |      | 922 Morceias                                                                 |
| Manhay - Malempré                            | Malempré              |      | 1035 Malenpret                                                               |
| Marche-en-Famenne                            | Marche-en-Famenne     |      | 1102 Marcha, 1334 Marche en Famene                                           |
| Martelange                                   | Martelange            |      | 768 Haga Martelinga                                                          |
| Meix-devant-Virton                           | Meix-devant-Virton    |      | 1183 Mers                                                                    |
| Messancy                                     | Messancy              |      | 1287 Maxenchei, 1317 Messency                                                |
| Messancy - Habergy                           | Habergy               |      | 1292 Harwerdingen, 1537 Herverdingen                                         |
| Musson                                       | Musson                |      | 12e eeuw Mossonium, 1292 Messons, 1396 Musson                                |
| Musson - Mussy-la-Ville                      | Mussy-la-Ville        |      | 1096 Muzegium                                                                |
| Nassogne                                     | Nassogne              |      | 690 Nassania fons, 1064 Nassonia, 1129 Naxonia                               |
| Nassogne - Masbourg                          | Masbourg              |      | 1139 Masbor, 1203 Masboir                                                    |
| Neufchâteau                                  | Neufchâteau           |      | 1199 Novum Castellum, 1313 Neufchastel                                       |
| Paliseul                                     | Paliseul              |      | 747 Palatiolo, 817 Palatiolum                                                |
| Paliseul - Maissin                           | Maissin               |      | 817 Melsinum, 1139 Mexin                                                     |
| Rendeux - Marcourt                           | Marcourt              |      | 1240 Markure                                                                 |
| Paliseul - Nollevaux                         | Nollevaux             |      | 14e eeuw Nolenvoz                                                            |
| Sainte-Ode - Amberloup                       | Amberloup             |      | 888 Amberla, 896 Amerlaus, 12e eeuw Amburlacensis                            |
| Saint-Hubert - Mirwart                       | Mirwart               |      | 11e eeuw Mirwolt, 1127 Mirewalt, 1156 Mirenwalt                              |
| Saint-Léger - Meix-le-Tige                   | Meix-le-Tige          |      | 1471 Meisch-le-Tige, 1541 Meer                                               |
| Vaux-sur-Sûre - Morhet                       | Morhet                |      | 12e eeuw Moroldiheis                                                         |
| Vaux-sur-Sûre - Nives                        | Nives                 |      | 1130 Nirves, 1238 Nièvres                                                    |
| Wellin - Lomprez                             | Lomprez               |      | 11e eeuw Longopratz                                                          |

## Provincie Namen
| Huidige grondgebied: gemeente - deelgemeente | Huidige plaatsnaam   | Type | Oude plaatsnaam (jaartal)                                                                                |
| -------------------------------------------- | -------------------- | ---- | --- |
| Andenne - Coutisse                           | Nalamont             |      | 868 Naslinas, 1207 Nalines                                                                               |
| Andenne - Maizeret                           | Maizeret             |      | 1112 Maisereit, 1113 Maisereth                                                                           |
| Andenne - Namêche                            | Namêche              |      | 1149 Nameka, 1161 Namecca, 1184 Namecha                                                                  |
| Assesse - Maillen                            | Maillen              |      | 1273 Mailhent                                                                                            |
| Beauraing - Martouzin-Neuville               | Martouzin-Neuville   |      | 1309 Martinvesin, 1322 Mertensin                                                                         |
| Beauraing - Pondrôme                         | Pondrôme             |      | 1497 Panderen, 1525 Pondryne                                                                             |
| Bièvre - Naomé                               | Naomé                |      | 770 Aldemega, 1528 Awonmey                                                                               |
| Ciney - Pessoux                              | Pessoux              |      | 1512 Pesessor                                                                                            |
| Couvin - Mariembourg                         | Mariembourg          |      | 868 Veroflo, 1543 Veroefle, 1547 Mariebourg                                                              |
| Couvin - Pesche                              | Pesche               |      | 1287 Peiz, 15e eeuw Pexhc                                                                                |
| Couvin - Petigny                             | Petigny              |      | 11e eeuw Ditheneis, 1180 Deligneis, 1301 Teignies, 1558 Detignée                                         |
| Dinant                                       | Dinant               |      | 985 Deonanto                                                                                             |
| Doische - Matagne-la-Grande                  | Matagne-la-Grande    |      | 1199 Matania                                                                                             |
| Doische - Niverlée                           | Niverlée             |      | 1140 Nevreleis                                                                                           |
| Éghezée - Bolinne                            | Bolinne              |      | 1228 Bolienes, 1948 Bollinne                                                                             |
| Éghezée - Mehaigne                           | Mehaigne             |      | 868 Mahania, 1067 Mahanna, 12e eeuw Mahange, 1236 Mehange                                                |
| Éghezée - Noville-sur-Mehaigne               | Noville-sur-Mehaigne |      | 1067 Novilla super Mahannam                                                                              |
| Fernelmont - Marchovelette                   | Marchovelette        |      | 1046 Marcha, 1350 Marche-le-Scovelette                                                                   |
| Florennes - Morialmé                         | Morialmé             |      | 1086 Morelmes, 1087 Morellimansus                                                                        |
| Gedinne - Malvoisin                          | Malvoisin            |      | 1297 Mavesin, 1609 Mauvissin                                                                             |
| Gedinne - Patignies                          | Patignies            |      | 1235 Pentignies                                                                                          |
| Gembloers (Gembloux)                         | Gembloers (Gembloux) |      | 946 Gemblaus, 988 Gemblues                                                                               |
| Gembloers (Gembloux) - Mazy                  | Mazy                 |      | 1294 Mazich                                                                                              |
| Gesves - Mozet                               | Mozet                |      | 953 Mosenc, 1451 Mousen                                                                                  |
| Hamois - Natoye                              | Natoye               |      | 1237 Natoye, 1243 Natoe                                                                                  |
| Hastière - Agimont                           | Agimont              |      | 1300 Augymont                                                                                            |
| Havelange - Maffe                            | Maffe                |      | 1091 Mavles, 1170 Mavel                                                                                  |
| Havelange - Méan                             | Méan                 |      | 1060 Means, 1118 Meanz, 1140 Meant                                                                       |
| Havelange - Miécret                          | Miécret              |      | 1512 Mercrey                                                                                             |
| Houyet - Mesnil-Église                       | Mesnil-Église        |      | 1070 Many Egliese, 1948 Mesnil l'Église                                                                  |
| Jemeppe-sur-Sambre - Mornimont               | Mornimont            |      | 1265 Moregneumons                                                                                        |
| Jemeppe-sur-Sambre - Moustier                | Moustier             |      | 1133 Monasterii ecclesiae                                                                                |
| La Bruyère - Meux                            | Meux                 |      | 1145 Moul, 1241 Meulis, 1265, 1287 Meur                                                                  |
| Mettet                                       | Mettet               |      | 987 Mettinum, 1155 Metin, 1388 Metinge                                                                   |
| Namen (Namur)                                | Namen (Namur)        |      | 7e eeuw Namucum, 960 Namurcum, 12e eeuw Namon                                                            |
| Namen (Namur) - Malonne                      | Malonne              |      | 9e eeuw Maghlino, 935 Maglonia, 1109 Malonia                                                             |
| Namen (Namur) - Marche-les-Dames             | Marche-les-Dames     |      | 1152 Mareka                                                                                              |
| Namen (Namur) - Naninne                      | Naninne              |      | 1242 Nanines                                                                                             |
| Ohey - Perwez                                | Perwez               |      | 956 Petroso Vado, 1091 Peresweyz, 1155 Perousweiz, 1180 Petrosum Vadum                                   |
| Perwijs (Perwez)                             | Perwijs (Perwez)     |      | 1227 Perwez, 1288 Pierouwes en Condros                                                                   |
| Philippeville                                | Philippeville        |      | voor 1554 Corbigny, na 1554: Philippopolis                                                               |
| Philippeville - Jamagne                      | Jamagne              |      | 1018 Gemonias, 1049 Jamoniis                                                                             |
| Rochefort - Han-sur-Lesse                    | Han-sur-Lesse        |      | 1031 Ham, 1315 Ham sur Leze                                                                              |
| Rochefort - Lessive                          | Lessive              |      | 1030 Licievra, 1139 Licevria, 1407 Lichivre                                                              |
| Rochefort - Mont-Gauthier                    | Mont-Gauthier        |      | 1139 Montis Walcheri, 1280 Monte Walchier                                                                |
| Somme-Leuze - Nettinne                       | Nettinne             |      | 816 Nentina                                                                                              |
| Somme-Leuze - Noiseux                        | Noiseux              |      | 1314 Noiseur                                                                                             |
| Viroinval - Nismes                           | Nismes               |      | 1061 Nimaud, 1188 Nieme                                                                                  |
| Vresse-sur-Semois - Nafraiture               | Nafraiture           |      | 1285 Fraiture Andere schrijfwijzen: Fractura, Lafraiture, Laffraiture, Enfraiture, Afraiture, Affraiture |
| Walcourt - Pry                               | Pry                  |      | 868 Perarium, 935 Pirarium, 1152 Periers, 1171 Perirs                                                    |

## Provincie Oost-Vlaanderen
| Huidige grondgebied: gemeente - deelgemeente | Huidige plaatsnaam            | Type         | Oude plaatsnaam (jaartal) |
| -------------------------------------------- | ----------------------------- | ------------ | --- |
| Aalst                                        | Aalst                         | stad         | 411 Alostum, 866 kopie 18e eeuw Alost, 868 kopie 18e eeuw Alosta, 995 Alosta, 1088 Alost, Alst, 1373 kopie 1584 Aelst 1777 Aalst                                                                 |
| Aalst - Baardegem                            | Baardegem                     |              | 1189 Bardengien, 1240 Bardenghem, 1525 Baerdegem 1712 Baerdeghem, 1841 Baerdegem |
| Aalst - Erembodegem                          | Erembodegem                   |              | 1712 Erembodeghem |
| Aalst - Gijzegem                             | Gijzegem                      |              | 1712 Ghijseghem, 1777 Ghyseghem, 1841 Ghysegem, 1854 Gysegem |
| Aalst - Herdersem                            | Herdersem                     |              | 1712 Herderssem |
| Aalst - Hofstade                             | Hofstade                      |              | 1777 Hofstaede |
| Aalst - Moorsel                              | Moorsel                       |              | 1119 Morcelle, 1709 Moorsellana 1712 Moorsele |
| Aalst - Nieuwerkerken                        | Nieuwerkerken                 |              | 1545 Nieuwerkercken |
| Aalter                                       | Aalter                        |              | 974 kopie midden 11e eeuw Haleftra, 1112 kopie eind 12e eeuw Haltra, 1171 Haltre, 1289 Haeltert, 1360 Aeltre, 1634 Haeltere 1712 Altere                                                          |
| Aalter - Knesselare                          | Knesselare                    |              | 1189 Clesnar |
| Aalter - Lotenhulle                          | Lotenhulle                    |              | 1206 altaria de Poke et Loo, 1227 (parrochia de) Lo, 1475 Loo bij Poucken, 1518 Loo ten Hulle |
| Aalter - Poeke                               | Poeke                         |              | 1139 Poca |
| Aalter - Ursel                               | Ursel                         |              | 1147 Ursele, 1154 Ursla, 1190 Orsele |
| Assenede                                     | Assenede                      | gemeente     | 1120 Hasnethe, 1135 Hasnetha, 1187 Hasneda, 1190 Hasnede, 1222 Haxenede |
| Assenede - Bassevelde                        | Bassevelde                    |              | 1171 Baszevelde, 1251 Bascevelde |
| Berlare                                      | Berlare                       |              | 1166 Berelaere |
| Berlare - Uitbergen                          | Uitbergen                     |              | 1262 Huutberghine, 1297 Utbergues |
| Beveren                                      | Beveren                       |              | 1130 Beveren |
| Beveren - Doel                               | Doel                          |              | 1712 Doel, 1777 Den Doel |
| Beveren - Kallo                              | Kallo                         |              | 1712 Calloo |
| Beveren - Kallo                              | Geslecht                      |              | 1777 Het Geslechte |
| Beveren - Kallo                              | Kalishoek                     |              | 1777 Calishoeck |
| Beveren - Kallo                              | Oudedijk                      |              | 1777 Ouden Dyck |
| Beveren - Kallo                              | Sint-Antoniushoek (verdwenen) |              | 1777 S. Antoniushoeck |
| Beveren - Kieldrecht                         | Kieldrecht                    |              | 1291 Kildrecht |
| Beveren - Melsele                            | Melsele                       |              | 1055 Melcelle |
| Beveren - Verrebroek                         | Verrebroek                    |              | 1712 Verrebrouck |
| Beveren - Vrasene                            | Vrasene                       |              | 1183 Frasne |
| Brakel - Michelbeke                          | Michelbeke                    |              | 1196 Megelbeke, 1434 Mieghelbeke |
| Brakel - Parike                              | Parike                        |              | 1165 Perreken |
| Brakel - Zegelsem                            | Zegelsem                      |              | 868 Sigulfi villa Segelsem |
| Buggenhout                                   | Buggenhout                    |              | 1080 Budinga |
| Denderleeuw - Welle                          | Welle                         |              | 1317 Welle |
| Dendermonde                                  | Dendermonde                   | stad         | 1096 Thenremunde |
| Dendermonde - Appels                         | Appels                        | deelgemeente | 707 kopie 941 Applonis, 1145 Apls |
| Dendermonde - Baasrode                       | Baasrode                      |              | 821 kopie ca. 1300 Baceroth, 830 kopie 10e eeuw Baceroda, 1107 kopie ca. 1300 Baceroth, 1214 Bascerode, 1228 Ecclesia S. Mariæ in Baesrode                                                       |
| Dendermonde - Mespelare                      | Mespelare                     |              | 899 Mespilarios 1712 Mespelaer |
| Deinze                                       | Deinze                        | stad         | 1130 Dunse / Donsa |
| Deinze - Astene                              | Astene                        | deelgemeente | 856 kopie 941 in Astenneria mariscum, midden 11e eeuw Astine, 1146 Hastin, 3e kwart 12e eeuw Hastine, 1187 Astina                                                                                |
| Deinze - Bachte-Maria-Leerne                 | Bachte                        | dorp         | 820 kopie 941 Bathio, begin 10e eeuw kopie 941 Batta, 1321 Bachte |
| Deinze - Bachte-Maria-Leerne                 | Maria-Leerne                  | dorp         | |
| Deinze - Landegem                            | Landegem                      |              | 1037 Landingehem |
| Deinze - Meigem                              | Meigem                        |              | 10e eeuw Meingem |
| Deinze - Merendree                           | Merendree                     |              | 967 Merendra |
| Deinze - Nevele                              | Nevele                        |              | 9e eeuw Niviala, 1088 Nivela |
| Deinze - Petegem-aan-de-Leie                 | Petegem-aan-de-Leie           |              | 1036 Petengem |
| Deinze - Poesele                             | Poesele                       |              | 1121 Poksele |
| Deinze - Vinkt                               | Vinkt                         |              | 1220 Vinct |
| Deinze - Vosselare                           | Vosselare                     |              | 1122 Vurslar |
| Deinze - Wontergem                           | Wontergem                     |              | 1019 Gunrengem, 1320 Wonterghem |
| Deinze - Zeveren                             | Zeveren                       |              | 1146 Severna |
| De Pinte - Zevergem                          | Zevergem                      |              | 966 Sewaringahem |
| Eeklo                                        | Eeklo                         | stad         | 1219 Eclo / Eeclo |
| Erpe-Mere - Aaigem                           | Aaigem                        | deelgemeente | 891 Aienghem, 1019-1030 Aingem, 1079 Haingem, 1116 Aingien, 1142 Aiengem, 1222 Haienghem, 1e kwart 13e eeuw Aighem                                                                               |
| Erpe-Mere - Bambrugge                        | Bambrugge                     | deelgemeente | 1117 Banbrugga, 1167 Banbrucge, 1219 Bambrughe |
| Erpe-Mere - Erondegem                        | Erondegem                     |              | 1712 Eerdeghem |
| Erpe-Mere - Erpe                             | Erpe                          |              | 1712 Erpe |
| Erpe-Mere - Mere                             | Mere                          |              | 1712 Meere |
| Erpe-Mere - Ottergem                         | Ottergem                      |              | 1712 Otterghem |
| Erpe-Mere - Vlekkem                          | Vlekkem                       |              | 1036 Flachem, 1209 Vleckem |
| Evergem - Kluizen                            | Kluizen                       |              | 1225 Clusa |
| Gavere                                       | Gavere                        |              | 10e eeuw Gavere |
| Gavere - Asper                               | Asper                         | deelgemeente | 960 vals 990-1035 Haspra, 966 Haspera, 996-1029 kopie 3e kwart 12e eeuw Haspre, 1156 Aspera, ca. 1160 Haspera                                                                                    |
| Gavere - Baaigem                             | Baaigem                       | deelgemeente | 1019-1030 Badengem, 1034-1058 Badingehem, 1166 Badegem, 1244 Badenghem, na 1277 Baygem |
| Gent                                         | Gent                          | stad         | 819 Ganda, 864 Ganth, 941 Gandavum |
| Gent - Afsnee                                | Afsnee                        | deelgemeente | 707 kopie 941 Afsnis, 941 Absna, 964 Afsna, 1221 Afsene, 1239 Afsne |
| Gent - Ledeberg                              | Ledeberg                      | deelgemeente | 964 Leithaberga |
| Gent - Mariakerke                            | Mariakerke                    | deelgemeente | 937 Meron Cappellam in honore sancte Maria dicatem, 941 Meran, 1455 Meerekerke |
| Gent - Mendonk                               | Mendonk                       | deelgemeente | 967 Metmedung, 11e eeuw Medmedung |
| Gent - Wondelgem                             | Wondelgem                     | deelgemeente | 967 Gundlinglekem, 11e eeuw Gundlegem, na 1204 Wondelghem |
| Gent - Zwijnaarde                            | Zwijnaarde                    | deelgemeente | 1088 Suinarda |
| Geraardsbergen                               | Geraardsbergen                | stad         | 1081 Geraldimontem, 1202 Geraumont |
| Geraardsbergen - Moerbeke                    | Moerbeke                      |              | 1190 Moerbeke, 1264 Mourbeke |
| Geraardsbergen - Nederboelare                | Nederboelare                  |              | 822 Buonlare |
| Geraardsbergen - Nieuwenhove                 | Nieuwenhove                   |              | 1090 Niwehove |
| Geraardsbergen - Schendelbeke                | Schendelbeke                  |              | 868 Scemtlebeke, 1186 Scindelbecca, 1228 Scendelbeke |
| Geraardsbergen - Viane                       | Viane                         |              | 1282 Viane |
| Geraardsbergen - Waarbeke                    | Waarbeke                      |              | 1117 Warbegka |
| Geraardsbergen - Zandbergen                  | Zandbergen                    |              | 1168 Santbergen |
| Geraardsbergen - Zarlardinge                 | Zarlardinge                   |              | 868 Soraldengies |
| Haaltert                                     | Haaltert                      |              | 1046 Haletrut, 1194 Haletru, 1712 Aelter |
| Haaltert - Kerksken                          | Kerksken                      |              | 1125 Kerkescen, 1257 Kercine, 1351 Kerskijne |
| Hamme                                        | Hamme                         |              | 863 Ham in Wasia |
| Hamme - Moerzeke                             | Moerzeke                      |              | 1088 Murceka |
| Kaprijke                                     | Kaprijke                      |              | 1233 Capric |
| Kaprijke - Lembeke                           | Lembeke                       |              | 1159 Lembeka |
| Kluisbergen - Zulzeke                        | Zulzeke                       |              | 1365 Sulseke |
| Kruibeke                                     | Kruibeke                      |              | 1055 Crubeke |
| Kruisem - Kruishoutem                        | Kruishoutem                   |              | 1227 Crucehouthem |
| Kruisem - Nokere                             | Nokere                        |              | 1138 Nokre |
| Kruisem - Wannegem-Lede                      | Wannegem-Lede                 |              | 1186 Wenehem, 1330 Wanhendinghem |
| Kruisem - Zingem                             | Zingem                        |              | 967 Siggingahem |
| Laarne                                       | Laarne                        |              | 1040 Laren, 1213 Larne |
| Laarne - Kalken                              | Kalken                        |              | 1170 Calkine |
| Lebbeke                                      | Lebbeke                       |              | 1003 Lietbeka, 1197 Lebecca, 1280 Liebeke |
| Lebbeke - Wieze                              | Wieze                         |              | 1108 Winsia, 1151 Winse, 1239-1256 Wise, 1264 Wiense, 1308 Wiesa (Wiese) |
| Lede                                         | Lede                          |              | 966 Letha |
| Lede - Wanzele                               | Wanzele                       |              | 1265 Wanzele |
| Lievegem - Vinderhoute                       | Vinderhoute                   |              | 967 Vindreholt, 1019 Vinderholt |
| Lievegem - Waarschoot                        | Waarschoot                    |              | 1307 Waerschoet |
| Lievegem - Zomergem                          | Zomergem                      |              | 815 Sumaringahem |
| Lochristi                                    | Lochristi                     |              | 1330 Lo Sancti Christi |
| Lokeren                                      | Lokeren                       | stad         | 1115 Lokerne, 1122 Lokre, 1130 Locren, 1139 Lokren, 1145 Locra, 1156 Locres, 1166 Locre, 1187 Locris, 1196 Lokerna, 1201 Loker & Locre, 1220 Lokere, 1339 Lookerne & Lookeren, 17e eeuw Loqueren |
| Maarkedal - Maarke-Kerkem                    | Maarke-Kerkem                 |              | 1063, 1142 Marka |
| Maarkedal - Nukerke                          | Nukerke                       |              | 1116 Nova Ecclesia |
| Maldegem                                     | Maldegem                      |              | 964 Madlingen 1712 Maldegem |
| Maldegem - Adegem                            | Adegem                        |              | 840 kopie 941 Addingahem, 1019-1030 Addingem |
| Maldegem - Middelburg                        | Middelburg                    | stad         | 1404 Middelbuerck 1712 Middelbourg |
| Maldegem - Middelburg                        | Leestkens                     | dorp         | 1712 Leeskens |
| Maldegem - Middelburg                        | Zoetendale                    | dorp         | 1712 Soetendaele |
| Melle                                        | Melle                         |              | 967 Mella, 988 Milna, 1030 Milinca, 1036 Melma, 1124 de Melne |
| Merelbeke                                    | Merelbeke                     |              | 1101 Merlebeke |
| Merelbeke - Lemberge                         | Lemberge                      |              | 973 Lintbergen |
| Merelbeke - Melsen                           | Melsen                        |              | 10e eeuw Melcunnaria mercum |
| Merelbeke - Munte                            | Munte                         |              | 990 Monte, 1114 Munte |
| Moerbeke                                     | Moerbeke                      |              | 1142 Morbecca |
| Nazareth                                     | Nazareth                      |              | 1260 Nazareth |
| Ninove                                       | Ninove                        | stad         | 822 Neonifio, 847 Neonifium, 1115 Ninive, 1167 Nineve, 1381 Nyenhove |
| Ninove - Appelterre                          | Appelterre                    | dorp         | 1219 Aptres (sic), Apeltres, 1238 Apeltren, 1257 Appelterre |
| Ninove - Aspelare                            | Aspelare                      | deelgemeente | 1118 Hasplar, 1165 Asplar, 1288 Asplaer |
| Ninove - Meerbeke                            | Meerbeke                      |              | 870 Meirebecchi |
| Ninove - Nederhasselt                        | Nederhasselt                  |              | 11e eeuw Hasloth |
| Ninove - Neigem                              | Neigem                        |              | 1189 Eighem, 1451 Eyghene |
| Ninove - Pollare                             | Pollare                       |              | 1154 Pollar |
| Oosterzele - Balegem                         | Balegem                       | deelgemeente | 1120 Balingehem, twijfelachtige vermelding. 1181 Badelengien (in een Franstalig manuscript). 1210 Badelghem, 1222 Badelgem, 1225 Badelinghem, 1243 Badelgem, 1312 Balengien, 16e eeuw Baeleghem  |
| Oosterzele - Moortsele                       | Moortsele                     |              | 1019 Mortesele |
| Oudenaarde                                   | Oudenaarde                    | stad         | |
| Oudenaarde - Ename                           | Ename                         |              | 1014 Einhamma, 1038 Enham, 1063 Eiham |
| Oudenaarde - Mater                           | Mater                         |              | 998 Materna, 1224 Meterne |
| Oudenaarde - Melden                          | Melden                        |              | 1019 Milinia, 1116 Melnis |
| Oudenaarde - Mullem                          | Mullem                        |              | 1190 Mulehem |
| Oudenaarde - Nederename                      | Nederename                    |              | 1040 Inferioris Enham |
| Oudenaarde - Volkegem                        | Volkegem                      |              | 1110 Folkengem |
| Oudenaarde - Welden                          | Welden                        |              | 811 Wildo super fluviola Wildia, 1140 Welnline, 1156 Wenline |
| Ronse                                        | Ronse                         | stad         | |
| Sint-Gillis-Waas - De Klinge                 | De Klinge                     |              | 1777 De Clinghe |
| Sint-Gillis-Waas - De Klinge                 | Kronenhoek                    |              | 1712 La Couronne houck, Croonenhoeck |
| Sint-Gillis-Waas - De Klinge                 | Spaanskwartier                |              | 1712 La Clinge Espagnole, 1777 Spaens Quartier |
| Sint-Gillis-Waas - Meerdonk                  | Meerdonk                      |              | 13e eeuw Merdonc, 1306 Meerdonc 1712 Merdonck |
| Sint-Laureins - Waterland-Oudeman            | Waterland-Oudeman             |              | 1504 Waterlant |
| Sint-Laureins - Watervliet                   | Watervliet                    |              | 995 Waterflit |
| Sint-Lievens-Houtem - Letterhoutem           | Letterhoutem                  |              | 1187 Parvo Houtem / Lettelhoutem, 1948 Lettershoutem |
| Sint-Lievens-Houtem - Vlierzele              | Vlierzele                     |              | 864 Flithersola |
| Sint-Lievens-Houtem - Zonnegem               | Zonnegem                      |              | 1080 Suineghem, 1163 Sonneghem |
| Sint-Niklaas                                 | Sint-Niklaas                  | stad         | |
| Stekene - Kemzeke                            | Kemzeke                       |              | 1117 Kemeseka |
| Temse                                        | Temse                         |              | 941 Temisica |
| Temse - Tielrode                             | Tielrode                      |              | 860 Tigelrode, 868 Tilrode |
| Waasmunster                                  | Waasmunster                   |              | 1019 Wasmonasterium |
| Wachtebeke                                   | Wachtebeke                    |              | 1198 Wagtebeke |
| Wetteren                                     | Wetteren                      |              | 982 Wehtre, 1280 Wettre |
| Wetteren - Westrem                           | Westrem                       |              | 10e eeuw Westrehem |
| Wichelen                                     | Wichelen                      |              | 1174 Wighele, 1253 Wichline |
| Wortegem-Petegem - Wortegem                  | Wortegem                      |              | 964 Wrattingim, 1281 Wortenghem |
| Wortegem-Petegem - Moregem                   | Moregem                       |              | 964 Moringhem |
| Wortegem-Petegem - Petegem-aan-de-Schelde    | Petegem-aan-de-Schelde        |              | 864 Petingehem |
| Zele                                         | Zele                          |              | 1149 Zele |
| Zelzate                                      | Zelzate                       |              | 1275 Selzaete |
| Zottegem                                     | Zottegem                      | stad         | 1090 Sotengem |
| Zottegem - Leeuwergem                        | Leeuwergem                    |              | 1198 Leuwergem, 1308 Leuerghem |
| Zottegem - Velzeke-Ruddershove               | Velzeke                       |              | 1050 Felsecum, 1679 Velsijck in't land van Aelst |
| Zulte - Machelen                             | Machelen                      |              | 822 Mahlinum |
| Zwalm - Meilegem                             | Meilegem                      |              | 1130 Meylengem |
| Zwalm - Munkzwalm                            | Munkzwalm                     |              | 1003 Suualma |
| Zwalm - Nederzwalm-Hermelgem                 | Nederzwalm-Hermelgem          |              | 1267 Nederzaulme |
| Zwalm - Paulatem                             | Paulatem                      |              | 1712 Pauwe Lathem |

## Provincie Vlaams-Brabant
| Huidige grondgebied: gemeente - deelgemeente | Huidige plaatsnaam    | Type         | Oude plaatsnaam (jaartal) |
| -------------------------------------------- | --------------------- | ------------ | --- |
| Aarschot                                     | Aarschot              | stad         | 1107 Arescod, 1117 kopie midden 13e eeuw Arescoth, 1139 Arescot |
| Affligem                                     | Affligem              | gemeente     | 1096 Hafnegen, 1100 Haffligeniensis, Affliginiensis, 1105 Haflentgeint, 1112 Affligiensis, 1121 Afflingia, 1130 Affligem, 1165 Haffligem Andere schrijfwijzen: Afflegemium / Affligemium, Afflinga / Hafflinga, Afflingis / Hafflingis, Affliniense, Haffligense coenobium, Afflighem                                                            |
| Affligem - Teralfene                         | Teralfene             |              | 1189 Alfene / Ter-Alphene |
| Asse                                         | Asse                  |              | 1106-1110, 1148 Ascha, 1130 Asca, 1142 Aske, 1159 Asche |
| Asse - Mollem                                | Mollem                |              | 1123 Molinhem, 1272 Molnhem |
| Beersel - Alsemberg                          | Alsemberg             | deelgemeente | 1219 Alsenberge, 1220 Alsenbergh |
| Beersel - Dworp                              | Dworp                 | deelgemeente | 1111 Thornepe, 1138 Tornepia, 1191 Tornepe, 1205 Dornepe, 1220 Tornepia, 1221 Dornepia, 1224 Tornepe, 1253 Nederdornepe, 1255 Dornepe, 1400 Doirpe, 1435 Doreppe, 1551 Duerpe |
| Beersel - Huizingen                          | Huizingen             |              | 1138 Honsegem, 1220 Onsenghem |
| Bekkevoort - Assent                          | Assent                | deelgemeente | 837 Asnoth, ca. 1290 Assent, 1321 Assent |
| Bertem                                       | Bertem                |              | 1712 Berthem |
| Bertem - Korbeek-Dijle                       | Korbeek-Dijle         |              | 1712 Corbeeck over Deyle |
| Bertem - Leefdaal                            | Leefdaal              |              | 1116 Levendale, 1169 Levedale |
| Boortmeerbeek                                | Boortmeerbeek         |              | 1712 Bort Meerbeeck |
| Boortmeerbeek - Hever                        | Hever                 |              | 1712 Hever |
| Boutersem - Neervelp                         | Neervelp              |              | 741 Felepa |
| Diest                                        | Diest                 | stad         | 834 Dyostiensis |
| Diest - Kaggevinne                           | Kaggevinne            |              | 1301 Cagghenvinna, 1317 Kaeghenvinne, 1321 Caggheuinne, 1526 Cakenvenne |
| Diest - Molenstede                           | Molenstede            |              | 13e eeuw Mulstede |
| Dilbeek                                      | Dilbeek               |              | 1075 Dilbeccha, 1143, 1181 Dielbeckensi, 1144 Dyelbecensis, 1170, 1171 Dilbec, 1185 Dielbeke, 1188 Dilbecca, 1215 Dielbeka, 1225 Dilbeke, 1260 Dielbecke, 1292 Dyelbecke, Dilebeke, 1475 Dielbeec, 1490 Dielbek, 1496 Dyelbeke, 1633 Dielbeqùe, Dielbecke, 1653 Dielbeeck, 1693 Dilbeeck 1712 Dilbeeck, 1715 Dilbeca, 1777 Dilbeke, 1841 Dilbeek |
| Dilbeek - Itterbeek                          | Itterbeek             |              | 1173 Jetterbeca 1712 Itterbeeck, 1777 Itterbeke |
| Glabbeek - Attenrode                         | Attenrode             | deelgemeente | 1145-1164 Aterode, 1147 kopie 13e eeuw Atteroda, 1179 Aterode, 1420 atenrode, 1600 Athenrode |
| Grimbergen                                   | Grimbergen            |              | 1125 Grentberghis |
| Grimbergen - Strombeek-Bever                 | Strombeek-Bever       |              | 1712 Strombeeck |
| Haacht                                       | Haacht                |              | 1142 Hacht |
| Haacht                                       | Hambos                |              | 1712 La Tour Ham |
| Haacht                                       | Wakkerzeel            |              | 1712 Wackezele |
| Haacht - Tildonk                             | Tildonk               |              | 1712 Tildonck |
| Haacht - Wespelaar                           | Wespelaar             |              | 1712 Wespelaer |
| Halle                                        | Halle                 | stad         | 1174 Halle |
| Herent                                       | Herent                |              | 1712 Herent |
| Herent                                       | Betlehem              |              | 1712 Betlehem |
| Herent                                       | Oostrem               |              | 1712 Oostrem |
| Herent                                       | Terbank               |              | 1712 Terbanck |
| Herent                                       | Termeke               |              | 1712 Termeck |
| Herent - Veltem-Beisem                       | Beisem                |              | 1712 Beyssem |
| Herent - Veltem-Beisem                       | Veltem                |              | 1712 Velthem |
| Herent - Winksele                            | Winksele              |              | 1712 Winxel |
| Hoegaarden                                   | Hoegaarden            |              | 1013 Huuardes Villan, 1158 Huwardes |
| Hoegaarden - Meldert                         | Meldert               |              | 1019 Meldrada |
| Holsbeek - Nieuwrode                         | Nieuwrode             |              | 1235 Nurode |
| Huldenberg - Loonbeek                        | Loonbeek              |              | 1147 Loenbeca, 1177 Lunebeek |
| Huldenberg - Neerijse                        | Neerijse              |              | 1155 Nederisca |
| Kampenhout                                   | Kampenhout            |              | 1145 Campenholt |
| Kampenhout                                   | Laar                  |              | 1712 Laar |
| Kampenhout                                   | Lemmeke               |              | 1712 Leel Chateau |
| Kampenhout                                   | Liezel                |              | 17e eeuw Liezel 1712 Lisl |
| Kampenhout                                   | Opstal (verdwenen)    |              | 1712 Opstal |
| Kampenhout                                   | Relst                 |              | 1712 Reet |
| Kampenhout                                   | Ruisbeek              |              | 1712 Ruijsbeeck |
| Kampenhout                                   | Wilder                |              | 1712 Wilder |
| Kampenhout - Berg                            | Berg                  |              | 1712 Bergh |
| Kampenhout - Buken                           | Buken                 |              | 1712 Buckem |
| Kampenhout - Nederokkerzeel                  | Nederokkerzeel        |              | 1279 Hockenzele inferior 1712 Neerokerseel |
| Kapelle-op-den-Bos - Nieuwenrode             | Nieuwenrode           |              | 1155 Nuenroht, 1177 de Novo Sarto |
| Keerbergen                                   | Keerbergen            |              | 1079 Kyrberge 1712 Kierbergen |
| Kortenaken - Waanrode                        | Waanrode              |              | 1139 Walrode |
| Kortenberg                                   | Kortenberg            |              | 1712 Corteberg |
| Kortenberg - Erps-Kwerps                     | Erps-Kwerps           |              | 1712 Erps |
| Kortenberg - Erps-Kwerps                     | Kwerps                |              | 17e eeuw Quarebbe 1712 Querps |
| Kortenberg - Everberg                        | Everberg              |              | 1160 Eversberc 1712 Everbergh |
| Kortenberg - Everberg                        | Vrebos                |              | 1777 Vrebosch |
| Kortenberg - Meerbeek                        | Meerbeek              |              | 1117 Merbecke 1712 Meerbeeck |
| Kraainem                                     | Kraainem              |              | 1003 Crainham, 17e eeuw Crijnhem 1712 Craienhem |
| Landen                                       | Landen                | stad         | 1107 Landinis |
| Landen - Attenhoven                          | Attenhoven            | deelgemeente | 1189 kopie 13e eeuw Ottonis curtem, 1213 Octuncurt, 1262 in valle de attenhouen |
| Landen - Laar                                | Laar                  |              | 1139 Lare |
| Landen - Neerlanden                          | Neerlanden            |              | 1166 Nederlanden |
| Landen - Neerwinden                          | Neerwinden            |              | 976 Winethe |
| Leuven                                       | Leuven                | stad         | 7e eeuw Lovanium / Lovena, 696 Lovene, 881 Lovon, 1012 Lovanne 1712 Louvain |
| Leuven - Heverlee                            | Heverlee              |              | 1125 Heverlee, 1140 Dhoverloh |
| Leuven - Kessel-Lo                           | Kessel-Lo             |              | 1526 Kessele |
| Leuven - Kessel-Lo                           | Vlierbeek             |              | 1712 Vlierbeeck |
| Leuven - Wijgmaal                            | Wijgmaal              |              | 1712 Wichmale |
| Leuven - Wilsele                             | Wilsele               |              | 1712 Wilsele |
| Liedekerke                                   | Liedekerke            |              | 1092 Ledecherchis, 1150 Lidekerca |
| Linter - Melkwezer                           | Melkwezer             |              | 1185 Wiser, 1229 apud Wesere 1728 Melckwesel |
| Linter - Neerhespen                          | Neerhespen            |              | 1139 Hespine, 1321 In Hespinne inferiori, 1324 Nederhespen |
| Linter - Neerlinter                          | Neerlinter            |              | 1139 Nederlintre |
| Londerzeel                                   | Londerzeel            |              | 1139 Lundersella |
| Londerzeel - Malderen                        | Malderen              |              | 1125 Malre |
| Lubbeek                                      | Lubbeek               |              | 1159 Lithbeche, 1170 Litbecca |
| Lubbeek - Linden                             | Linden                |              | 1497 Lynden 1712 Linde |
| Lubbeek - Pellenberg                         | Pellenberg            |              | 1229 Pellemberga 1712 Pellenbergh |
| Machelen                                     | Machelen              |              | 1179 Machala, 1210 Machele |
| Meise                                        | Meise                 |              | 1132 Meyse, 1170 Menza |
| Meise - Wolvertem                            | Wolvertem             |              | 1086 Uulverhem, 1095 Vulvrethem |
| Merchtem                                     | Merchtem              |              | 1117 Martines, 1120 Merchtinis, 18e eeuw Merchten |
| Opwijk - Mazenzele                           | Mazenzele             |              | 4e eeuw, 5e eeuw Masingasala |
| Overijse                                     | Eizer                 |              | 1748 Eysse, 1841 Yzer, 1854 Eyzer |
| Overijse                                     | Overijse              |              | 1712 Overijssche |
| Overijse                                     | Lindaal               |              | 1748 Lindael |
| Pepingen                                     | Pepingen              |              | 1257 Pepingen |
| Roosdaal - Pamel                             | Pamel                 |              | 1179 Pamela |
| Rotselaar                                    | Heikant               |              | 1712 Heijen |
| Rotselaar                                    | Hellicht              |              | 1712 Hellecht |
| Rotselaar - Werchter                         | Werchter              |              | 1138 Werchtere, 1152 Werchtra 1712 Werchteren |
| Rotselaar - Wezemaal                         | Wezemaal              |              | 1000 Wesemaal, 1156 Wensemale, 1208 Winsemala |
| Scherpenheuvel-Zichem                        | Scherpenheuvel-Zichem | stad         | |
| Scherpenheuvel-Zichem - Averbode             | Averbode              | deelgemeente | 1135 in Auerbodio, 1136 Auerbodium, 1151 Auerbodensis, 1151 in Euerbogio |
| Steenokkerzeel                               | Steenokkerzeel        |              | 1712 Steinokerzeel |
| Steenokkerzeel                               | Humelgem              |              | 1712 Himelghem |
| Steenokkerzeel - Melsbroek                   | Melsbroek             |              | 1095 Melbroeck, 1134 Melt-Bruch, 1287 Meldebrouc, 1300 Melbruech |
| Steenokkerzeel - Perk                        | Perk                  |              | 1192 Perke |
| Tervuren                                     | Tervuren              |              | 17e eeuw Vura Ducum 1712 ter Vueren |
| Tervuren                                     | Moorsel               |              | 17e eeuw Morseloo |
| Tervuren                                     | Ravenstein            |              | 1777 Ravestein |
| Tervuren - Duisburg                          | Duisburg              |              | 1748 Ste. Catherine Duysburg, 1777 Duysbourgh |
| Tervuren - Duisburg                          | Veeweide              |              | 1854 Vee Weyde |
| Tervuren - Vossem                            | Vossem                |              | 1712 Vossem, 1777 Vossum |
| Tienen                                       | Tienen                | stad         | 12e eeuw Thuinas |
| Tielt-Winge - Meensel-Kiezegem               | Meensel-Kiezegem      |              | 1132 Menzele |
| Tremelo                                      | Tremelo               |              | 1712 M. de Terloo |
| Tremelo                                      | Ninde                 |              | 1712 Nijnde |
| Tremelo - Baal                               | Baal                  |              | 1320 Bael, 1417 Baerle, 1429 Barle |
| Vilvoorde                                    |                       | stad         | |
| Vilvoorde                                    | Koningslo             |              | 1712 Conincxleij |
| Vilvoorde - Peutie                           | Peutie                |              | 956 Putiau, 1140 Putige, 1254 Potya |
| Wezembeek-Oppem                              | Wezembeek             |              | 1712 Wesenbeeck |
| Wezembeek-Oppem                              | Oppem                 |              | 1712 Ophem |
| Zaventem                                     | Zaventem              |              | 1712 Saventhem |
| Zaventem                                     | Rode cite             |              | 17e eeuw Roo |
| Zaventem                                     | Voskapel              |              | 1712 Voscapel |
| Zaventem - Nossegem                          | Nossegem              |              | 1140 Nothengem, 1147 Nossengem 1712 Nosseghem |
| Zaventem - Sint-Stevens-Woluwe               | Sint-Stevens-Woluwe   |              | 1712 S. Stevens Woluwe |
| Zaventem - Sterrebeek                        | Sterrebeek            |              | 1650 Sterbeke 1712 Sterrebeeck |
| Zoutleeuw                                    | Zoutleeuw             | stad         | |

## Provincie Waals-Brabant
| Huidige grondgebied: gemeente - deelgemeente     | Huidige plaatsnaam            | Type | Oude plaatsnaam (jaartal)                                          |
| ------------------------------------------------ | ----------------------------- | ---- | ------------------------------------------------------------------ |
| Bevekom (Beauvechain)                            | Deurne (Tourinnes-la-Grosse)  |      | 1178 Tornines, 1183 Turnines, 1199 Turninis, 1605 Dúrne            |
| Bevekom (Beauvechain) - Nodebeek (Nodebais)      | Nodebeek (Nodebais)           |      | 1085 Nodebais, 1234 Nothembais                                     |
| Eigenbrakel (Braine-l'Alleud)                    | Eigenbrakel (Braine-l'Alleud) |      | 1216 Brannia de Allodeo, 1372 Eyhenbraechenen                      |
| Geldenaken (Jodoigne)                            | Geldenaken (Jodoigne)         |      | 658 Geldona, 1139 Gendenaeken                                      |
| Geldenaken (Jodoigne) - Malen (Mélin)            | Malen (Mélin)                 |      | 1099 Mallum, 1132 Meylem, 1138 Meylen                              |
| Geldenaken (Jodoigne) - Petrem                   | Petrem                        |      | 1216 Peterheim                                                     |
| Graven (Grez-Doiceau)                            | Graven (Grez-Doiceau)         |      | 1091 Greys, 1141 Grauen, 1224 Gres                                 |
| Graven (Grez-Doiceau) - Eerken                   | Eerken                        |      | 1441 Arkennen                                                      |
| Graven (Grez-Doiceau) - Nethen                   | Nethen                        |      | 990 Netenes, 1147 Netinees                                         |
| Hélécine - Neerheylissem                         | Neerheylissem                 |      | 1011 Hélécines, 1131 Helechsem, 1134 Helechines, 1135 Heylichshain |
| Lasne - Maransart                                | Maransart                     |      | 1098 Maransart, 1197 Malransart                                    |
| Lasne - Plancenoit                               | Plancenoit                    |      | 1227 Pancenotum / Plancenois, 1560 Plansnoy                        |
| Incourt                                          | Incourt                       |      | 961 Agionis curta, 987 Aion curte                                  |
| Incourt - Piétrebais (Neerbeek)                  | Piétrebais (Neerbeek)         |      | 1050 Petrebas, 1183 Petrebais                                      |
| Nijvel (Nivelles)                                | Nijvel (Nivelles)             |      | 8e eeuw Nivialcha, 1099 Nyvelle, 1138 Nivialensis                  |
| Nijvel (Nivelles) - Monstreux                    | Monstreux                     |      | 877 Villula Monasteriolum, 1059 Mosterols                          |
| Orp-Jauche - Marilles                            | Marilles                      |      | 1138 Maruiles, 1216 Marioles, 1340 Marioels                        |
| Orp-Jauche - Noduwez                             | Noduwez                       |      | 1139 Notdenweiz, 1185 Nodenvort                                    |
| Perwijs (Perwez) - Malèves-Sainte-Marie-Wastines | Malèves-Sainte-Marie-Wastines |      | 1948 Malèves 1777 Malavia                                          |
| Ramillies - Mont-Saint-André                     | Mont-Saint-André              |      | 1259 Mons Sancti Adreae, 1244 Mont-Saint-Andreit                   |
| Rebecq - Quenast                                 | Quenast                       |      | 1119 Canatha, 1170 Natha, 13e eeuw Kenastiam                       |
| Rixensart - Genval                               | Genval                        |      | 1712 Genival                                                       |
| Terhulpen (La Hulpe)                             | Terhulpen (La Hulpe)          |      | 1230 Le Helpe, 1260 Hulpa, 1441 Helpa                              |
| Terhulpen (La Hulpe)                             | Gallemarde                    |      | 1712 Gallemaert                                                    |
| Villers-la-Ville - Marbais                       | Marbais                       |      | 1060 Marebaco, 1162 Marenbais                                      |
| Villers-la-Ville - Mellery                       | Mellery                       |      | 1197 Emelenriu, 1274 Maleries, 1373 Melioriwe                      |

## Provincie West-Vlaanderen
| Huidige grondgebied: gemeente - deelgemeente | Huidige plaatsnaam                | Type                         | Oude plaatsnaam (jaartal) |
| -------------------------------------------- | --------------------------------- | ---------------------------- | --- |
| Alveringem                                   | Alveringem                        | dorp, gemeente               | 703 Adalfridegem, 1066 Alfrenchehem, 1080-1085 Alfringehem, 1123 Alvringem 1712 Alveringen, 1777 Alveringhem                                                                                         |
| Alveringem                                   | Fortem                            | gehucht                      | 1777 Vorthem |
| Alveringem                                   | Kruisabèle                        | gehucht                      | 1777 De Cruyce |
| Alveringem                                   | Pännendorp (verdwenen)            | gehucht                      | 1777 Het Pannendorp |
| Alveringem - Beveren                         | Beveren                           | dorp, deelgemeente           | 1712 Beveren, 1777 Beveren |
| Alveringem - Beveren                         | Oost Cappel                       | gehucht                      | 1777 Oost Capelle |
| Alveringem - Gijverinkhove                   | Gijverinkhove                     | dorp, deelgemeente           | 1712 Gemerichove, 1777 Ghiverinck Hove |
| Alveringem - Gijverinkhove                   | Abele                             | gehucht                      | 1777 Den Abeele |
| Alveringem - Gijverinkhove                   | Weegschede                        | gehucht                      | 1777 De Weerscheede |
| Alveringem - Gijverinkhove                   | Linde                             | gehucht                      | 1777 De Lynde |
| Alveringem - Gijverinkhove                   | Sint-Elooiskapelle (verdwenen)    | gehucht                      | 1777 St. Eloy Capelle |
| Alveringem - Hoogstade                       | Hoogstade                         | dorp, deelgemeente           | 1777 Hoghestade |
| Alveringem - Izenberge                       | Izenberge                         | dorp, deelgemeente           | 1712 Ysenberge, 1777 Ysenberghe |
| Alveringem - Leisele                         | Leisele                           | dorp, deelgemeente           | 747 Lenion 1712 Leysele / Loy, 1777 Leysele |
| Alveringem - Leisele                         | Clachorre                         | gehucht                      | 1712 Castore, 1777 De Classoire / De Claytssoire |
| Alveringem - Oeren                           | Oeren                             | dorp, deelgemeente           | 1712 Oerne, 1777 Oeren |
| Alveringem - Sint-Rijkers                    | Sint-Rijkers                      | dorp, deelgemeente           | 1712 S. Rycquiers, 1777 St. Rycquiers |
| Alveringem - Stavele                         | Stavele                           | dorp, deelgemeente           | 1777 Stavele |
| Alveringem - Stavele                         | Hondspoot                         | gehucht                      | 1777 Den Hontspoot |
| Alveringem - Stavele                         | Stavels Hoekje                    | gehucht                      | 1777 Het Houxken |
| Anzegem                                      | Anzegem                           |                              | 960 vals ca. 1036 Ansoldingehem, 983 kopie 11e eeuw Ansoldengim, 1118 Ansoldengem, 1145 Ansoudeghem, 1246 Ansenghem, 1330 Hansdenghen, 1379, 1451, 1513 Ansdeghem, 1517 Anseghem                     |
| Anzegem - Gijzelbrechtegem                   | Gijzelbrechtegem                  | gemeente                     | |
| Anzegem - Kaster                             | Kaster                            | deelgemeente                 | |
| Anzegem - Ingooigem                          | Ingooigem                         | deelgemeente                 | |
| Anzegem - Tiegem                             | Tiegem                            | deelgemeente                 | |
| Anzegem - Vichte                             | Vichte                            | deelgemeente                 | |
| Ardooie                                      | Ardooie                           | gemeente                     | 847 Hardoia, 970 Herdoie, 1072 Ardoya, 1209 Hardoie, 1223 Ardoie, 1903 Ardooie |
| Ardooie - Koolskamp                          | Koolskamp                         | deelgemeente                 | |
| Avelgem                                      | Avelgem                           | gemeente                     | 966 Avlingehem, 988 Aflingehem, 1040 Avelengem, 11e eeuw Avlingim, 12e eeuw Aflingem, 1154 Avelgem                                                                                                   |
| Avelgem - Kerkhove                           | Kerkhove                          | deelgemeente                 | |
| Avelgem - Waarmaarde                         | Waarmaarde                        | deelgemeente                 | |
| Avelgem - Outrijve                           | Outrijve                          | deelgemeente                 | |
| Avelgem - Bossuit                            | Bossuit                           | deelgemeente                 | |
| Beernem                                      | Beernem                           | dorp, gemeente               | 1712 Bernem |
| Beernem - Oedelem                            | Oedelem                           | dorp, deelgemeente           | 1712 Oedelem |
| Beernem - Oedelem                            | Praet Oedel (verdwenen)           | dorp                         | 1712 Praet Oedel |
| Beernem - Sint-Joris                         | Sint-Joris                        | deelgemeente                 | |
| Blankenberge                                 | Blankenberge                      | stad                         | 1275 Blankenberghe 1665 Blanckeberg, 1712 Blanckenberg, 1777 Blanckenberghe |
| Blankenberge                                 | Sint-Jans-op-den-Dijk             |                              | 1712 S. Ians op den dyck |
| Blankenberge - Uitkerke                      | Uitkerke                          | dorp, deelgemeente           | 1712 Uytkercke, 1777 Uytkercke |
| Bredene                                      | Bredene                           | dorp, gemeente               | 1712 Bredenen, 1777 Breedene |
| Brugge                                       | Brugge                            | stad                         | 843 Brugges, 892 Bruciam, 893 Bruccie, 1010 Bruggensi, 1037 Bricge, 1060 Bruggis 1558 Brugge, 1777 Brugge, Bruges                                                                                    |
| Brugge                                       | Terbolde (verdwenen)              |                              | 1712 ter Bolde |
| Brugge                                       | Rozier (verdwenen)                |                              | 1712 Rozier |
| Brugge                                       | Schoonkast (verdwenen)            |                              | 1712 Schon Cast |
| Brugge                                       | Sint-Pieters                      | dorp                         | 1558 St. Peter, 1712 S. Pieters op den dyck, 1777 St. Pieters op den Dyck |
| Brugge                                       | Zandwegen (verdwenen)             | gehucht                      | 1777 Santweghe |
| Brugge                                       | Scheepsdale                       | gehucht                      | 1777 Schipsdaele |
| Brugge                                       | Terpanne (verdwenen)              | gehucht                      | 1777 Ter Panne |
| Brugge                                       | Zwankendamme                      | gehucht                      | 1712 Swenckendamme, 1777 Swankendamme |
| Brugge - Assebroek                           | Assebroek                         | deelgemeente                 | 1187 Arsabroch, 1202 Arsebrouc, 1215 Arsbroc, 1222 Ersebroch, 1384 Asebrouc, 1421 Assebroucq, 1538 Assebroek / Assenbroek                                                                            |
| Brugge - Assebroek                           | Braspot (verdwenen)               | dorp                         | 1712 Braspot |
| Brugge - Assebroek                           | Jacobinisse (verdwenen)           | dorp                         | 1712 Jacobinisse |
| Brugge - Assebroek                           | Sint-Katarina                     |                              | 1558 St Catherine, 1712 S. Catherine |
| Brugge - Assebroek                           | Sint-Truiden (verdwenen)          | dorp                         | 1558 St Truyen, 1712 S. Truyen |
| Brugge - Assebroek                           | Steenbrugge                       | dorp, gehucht                | 1712 Setne Brugge (sic), 1777 De Steen Brugghe |
| Brugge - Dudzele                             | Dudzele                           | dorp, deelgemeente           | 1712 Dudzele, 1777 Dudzeele |
| Brugge - Dudzele                             | Hof van Dudzele (verdwenen)       |                              | 1712 t' Hof van Dudzele (sic) |
| Brugge - Dudzele                             | Zoutzeestraat (verdwenen)         | gehucht                      | 1777 Selzee Straete |
| Brugge - Koolkerke                           | Koolkerke                         | deelgemeente                 | 1158 Coolscamp, 1712 Coolkercke |
| Brugge - Lissewege                           | Lissewege                         | dorp, deelgemeente           | 961 Liswage 1712 Lissewege, 1777 Lisseweghe |
| Brugge - Lissewege                           | Ter Doest                         |                              | 1712 Clooster Doust |
| Brugge - Sint-Andries                        | Sint-Andries                      | abdij, dorp, deelgemeente    | 1712 S. Andries AB, 1777 St. Andries |
| Brugge - Sint-Andries                        | Gijzel (verdwenen)                | dorp                         | 1712 Ghysel |
| Brugge - Sint-Andries                        | Sint-Salvator (verdwenen)         | gehucht                      | 1777 St. Salvator |
| Brugge - Sint-Andries                        | Messem                            | dorp                         | 1712 Messem |
| Brugge - Sint-Andries                        | Sint-Anna (verdwenen)             | kerk                         | 1558 St Anne |
| Brugge - Sint-Andries                        | Sint-Baafs                        | kerk, dorp                   | 1558 St Bavonis, 1712 S. Baefs |
| Brugge - Sint-Andries                        | Sint-Ewout (verdwenen)            | kapel                        | 1558 St Ewout |
| Brugge - Sint-Andries                        | Tempelhof (verdwenen)             | gehucht                      | 1558 tempelshoff, 1712 Tempelhof |
| Brugge - Sint-Kruis                          | Sint-Kruis                        | parochie, dorp, deelgemeente | 1558 St Crucis, 1712 S. Croix, 1777 St. Cruys buyten Brugghe |
| Brugge - Sint-Kruis                          | Kartuizerklooster (verdwenen)     | klooster                     | 1558 Cartusers |
| Brugge - Sint-Kruis                          | Puyenbroek (verdwenen)            | dorp                         | 1712 Puydenbrouck |
| Brugge - Sint-Michiels                       | Sint-Michiels                     | dorp, deelgemeente           | Weinebrugge 1558 St Michaelis, 1712 S. Michel |
| Brugge - Sint-Michiels                       | Rooterre (verdwenen)              | dorp                         | 1712 Rooterre |
| Brugge - Sint-Michiels                       | Tillegem (verdwenen)              | dorp                         | 1712 Tillegem |
| Brugge - Sint-Michiels                       | Oedegem (verdwenen)               | gehucht                      | 1777 Oedeghem |
| Damme                                        | Damme                             | stad                         | 1665 Damme 1558 Dam, 1712 Damme |
| Damme - Hoeke                                | Hoeke                             | deelgemeente                 | 1712 Hoecke |
| Damme - Lapscheure                           | Lapscheure                        | dorp, deelgemeente           | 1019 Lappescura 1712 Lapschure |
| Damme - Moerkerke                            | Moerkerke                         | deelgemeente                 | 1110 Murkerka 1712 Mooerkercke |
| Damme - Oostkerke                            | Oostkerke                         | deelgemeente                 | 1712 Oostkerke |
| Damme - Sijsele                              | Sijsele                           | dorp, deelgemeente           | 1712 Siceele |
| Damme - Sijsele                              | Male                              | dorp                         | 1712 Maele |
| Damme - Sijsele                              | Rossune (verdwenen)               | dorp                         | 1712 Rossune |
| Damme - Sijsele                              | Ryckevelde                        | dorp                         | 1712 Rickervelde |
| De Haan                                      | De Haan                           | gemeente                     | |
| De Haan - Klemskerke                         | Klemskerke                        | dorp, deelgemeente           | 1712 Klemskercke, 1777 Clemskercke |
| De Haan - Vlissegem                          | Vlissegem                         | dorp, deelgemeente           | 1712 Vlisseghem, 1777 Vlissegem |
| De Haan - Wenduine                           | Wenduine                          | dorp                         | 1160 Wenduyne, 12e eeuw Weindunen, 1250 Wendunen 1712 Wendune, 1777 Wendune |
| De Panne                                     | De Panne                          | gemeente                     | |
| De Panne - Adinkerke                         | Adinkerke                         | dorp, deelgemeente           | 1123 Adenkerka, 1132 Odecherca, 1139 Adenkerke, 1159 Odenkercha, Odenkerka, 1513 Adinkerke, 1537 Aeyenkercke, 1566 Oyenkercke, 1650 Oye Kercke, 18e eeuw Oienkerke 1712 Adinkerque, 1777 Adinckercke |
| Deerlijk                                     | Deerlijk                          | gemeente                     | 1111 Tresleca, 1190 Treslecke, 1234 Derleke |
| Dentergem                                    | Dentergem                         | gemeente                     | |
| Dentergem - Markegem                         | Markegem                          | deelgemeente                 | 1107 Marchegem |
| Dentergem - Oeselgem                         | Oeselgem                          | deelgemeente                 | |
| Dentergem - Wakken                           | Wakken                            | deelgemeente                 | 811 Wackinio (Wackine), 1010 Wackinne |
| Diksmuide                                    | Diksmuide                         | stad                         | 961 Dicasmutha 1777 Dixmude |
| Diksmuide - Beerst                           | Beerst                            | dorp, deelgemeente           | 1777 Beerst |
| Diksmuide - Esen                             | Esen                              | dorp, deelgemeente           | 1777 Eessene |
| Diksmuide - Esen                             | Beukelstraat (verdwenen)          | gehucht                      | 1777 De Beuckel Straete |
| Diksmuide - Esen                             | Roggeveld (verdwenen)             | gehucht                      | 1777 Het Roggevelt |
| Diksmuide - Kaaskerke                        | Kaaskerke                         | dorp, deelgemeente           | 1246 Casekinskerke 1777 Caesekinskercke |
| Diksmuide - Keiem                            | Keiem                             | dorp, deelgemeente           | 1777 Keyhem |
| Diksmuide - Lampernisse                      | Lampernisse                       | dorp, deelgemeente           | 1777 Lampernisse |
| Diksmuide - Leke                             | Leke                              | dorp, deelgemeente           | 1777 Leke |
| Diksmuide - Nieuwkapelle                     | Nieuwkapelle                      | dorp, deelgemeente           | 1231 Nova Capella 1777 Nieucapelle |
| Diksmuide - Oostkerke                        | Oostkerke                         | dorp, deelgemeente           | 1777 Oostkercke |
| Diksmuide - Oudekapelle                      | Oudekapelle                       | dorp, deelgemeente           | 1777 Oude Capelle |
| Diksmuide - Pervijze                         | Pervijze                          | dorp, deelgemeente           | 1120 Parevis 1777 Pervyse |
| Diksmuide - Pervijze                         | Schoorbakke                       | gehucht                      | 1777 Schoorbacke |
| Diksmuide - Pervijze                         | Sint-Katharinakapelle (verdwenen) | dorp                         | 1777 Ste. Catherine Capelle |
| Diksmuide - Sint-Jacobs-Kapelle              | Sint-Jacobs-Kapelle               | dorp, deelgemeente           | 1777 St. Iacobs Capelle |
| Diksmuide - Stuivekenskerke                  | Stuivekenskerke                   | dorp, deelgemeente           | 1777 Stuvekinskercke |
| Diksmuide - Vladslo                          | Vladslo                           | dorp, deelgemeente           | 1777 Vladsloo |
| Diksmuide - Vladslo                          | Troetelare (verdwenen)            | gehucht                      | 1777 Troetelaere |
| Diksmuide - Woumen                           | Woumen                            | dorp, deelgemeente           | 1777 Woomen |
| Gistel                                       | Gistel                            | dorp, stad                   | 988 Gestella 1712, 1777 Ghistel |
| Gistel                                       | Doornhoek                         | gehucht                      | 1777 Doornhoeck |
| Gistel                                       | Kruiskalsijde                     | dorp                         | 1712 Cappelle |
| Gistel - Moere                               | Moere                             | dorp, deelgemeente           | 1133 Mori de Gistela, 1948 Moer 1712, 1777 Moere |
| Gistel - Moere                               | Doeveren                          | gehucht                      | 1777 Meule cot |
| Gistel - Moere                               | Moerdijk                          | gehucht                      | 1777 Moerdyck |
| Gistel - Snaaskerke                          | Snaaskerke                        | dorp, deelgemeente           | 1712, 1777 Snaeskercke |
| Gistel - Zevekote                            | Zevekote                          | dorp, deelgemeente           | 1712, 1777 Sevecote |
| Gistel - Zevekote                            | Sint-Godelieve (verdwenen)        | dorp                         | 1712 S. Godelive |
| Harelbeke                                    | Harelbeke                         | stad                         | 1027 Harlebeke |
| Harelbeke - Bavikhove                        | Bavikhove                         | deelgemeente                 | |
| Harelbeke - Hulste                           | Hulste                            | deelgemeente                 | |
| Heuvelland                                   | Heuvelland                        | gemeente                     | |
| Heuvelland                                   | De Klijte                         | gehucht                      | 1777 De Clyte |
| Heuvelland                                   | Millekruis                        | gehucht                      | 1777 De Myle Cruyce |
| Heuvelland - Dranouter                       | Dranouter                         | dorp, deelgemeente           | 1712 Dranoutre, 1777 Dranouter |
| Heuvelland - Kemmel                          | Kemmel                            | dorp, deelgemeente           | 1189 Kemlis, 12e eeuw Chemla 1712 Kemmelen, 1777 Kemmel |
| Heuvelland - Loker                           | Loker                             | dorp, deelgemeente           | 1777 Lokere |
| Heuvelland - Nieuwkerke                      | Nieuwkerke                        | stad, deelgemeente           | 1777 Neuve Eglise, Nieukercke |
| Heuvelland - Westouter                       | Westouter                         | deelgemeente                 | 1712 Westhautre |
| Heuvelland - Wijtschate                      | Wijtschate                        | dorp, deelgemeente           | 1712 Wischate, 1777 Wytschaete |
| Heuvelland - Wijtschate                      | Wambeke (verdwenen)               | gehucht                      | 1777 Wambeke |
| Heuvelland - Wulvergem                       | Wulvergem                         | dorp, deelgemeente           | 1777 Wulverghem |
| Hooglede                                     | Hooglede                          | gemeente                     | |
| Hooglede                                     | Sint-Jozef De Geite               | gehucht                      | 1777 De Geete |
| Hooglede - Gits                              | Gits                              | deelgemeente                 | |
| Houthulst                                    | Houthulst                         | gemeente                     | |
| Houthulst - Klerken                          | Klerken                           | dorp, deelgemeente           | 1177 Clercken |
| Houthulst - Klerken                          | Terlane (verdwenen)               | gehucht                      | 1777 Terlaene |
| Houthulst - Merkem                           | Merkem                            | dorp, deelgemeente           | 1107 Merkhem 1777 Merckhem |
| Houthulst - Merkem                           | Kippe                             | gehucht                      | 1777 De Kippe |
| Ichtegem                                     | Ichtegem                          | gemeente                     | 1119 Ichtenghem |
| Ichtegem                                     | Engel                             | gehucht                      | 1777 Den Grooten Enghel |
| Ichtegem                                     | Reiger                            | gehucht                      | 1777 De Wynendaele Capelle |
| Ichtegem - Bekegem                           | Bekegem                           | dorp, deelgemeente           | 1712 Beeckeghem, 1777 Bekegem |
| Ichtegem - Eernegem                          | Eernegem                          | dorp, deelgemeente           | 1712 Eerneghem, 1777 Eernegem |
| Ichtegem - Eernegem                          | De Bourgogne                      | gehucht                      | 1777 Bourgogne |
| Ichtegem - Eernegem                          | Houten Turf                       | gehucht                      | 1712 Houtenturf |
| Ieper                                        | Ieper                             | stad                         | 1123 Ypre, 1237 Ipre, 1311 Yper 1777 Ypre, Ipres |
| Ieper                                        | Kruisstraat                       | gehucht                      | 1777 Cruys Straete |
| Ieper                                        | Verlorenhoek                      | gehucht                      | 1777 Verlooren Hoeck |
| Ieper - Boezinge                             | Boezinge                          | dorp, deelgemeente           | 1777 Boesynghe |
| Ieper - Boezinge                             | Pilkem                            | gehucht                      | 1777 Pelkem |
| Ieper - Brielen                              | Brielen                           | dorp, deelgemeente           | 1777 Brielen |
| Ieper - Dikkebus                             | Dikkebus                          | dorp, deelgemeente           | 1777 Dickebusch |
| Ieper - Elverdinge                           | Elverdinge                        | dorp, deelgemeente           | 1777 Elverdinghe |
| Ieper - Sint-Jan                             | Sint-Jan                          | dorp, deelgemeente           | 1777 St. Ians |
| Ieper - Sint-Jan                             | Wieltje                           | gehucht                      | 1777 Het Wielken |
| Ieper - Hollebeke                            | Hollebeke                         | dorp, deelgemeente           | 1777 Hollebeke |
| Ieper - Vlamertinge                          | Vlamertinge                       | dorp, deelgemeente           | 1712 Flamerdinge, 1777 Vlaemertinghe |
| Ieper - Vlamertinge                          | Krommenelst                       | gehucht                      | 1777 Crommen Elst |
| Ieper - Voormezele                           | Voormezele                        | dorp, deelgemeente           | 1777 Voormezeele |
| Ieper - Voormezele                           | Sint-Elooi (verdwenen)            | gehucht                      | 1777 St. Eloy |
| Ieper - Zillebeke                            | Zillebeke                         | dorp, deelgemeente           | 1777 Zillebeke |
| Ieper - Zillebeke                            | Hoge Voete                        | gehucht                      | 1777 Het Hooghe |
| Ieper - Zillebeke                            | Verbrande Molen                   | gehucht                      | 1777 Moulin Brulé |
| Ieper - Zuidschote                           | Zuidschote                        | dorp, deelgemeente           | 1777 Zuutschote |
| Ieper - Zuidschote                           | Lizerne                           | gehucht                      | 1777 Luxerne |
| Ieper - Zuidschote                           | Steenstraat                       | gehucht                      | 1777 Steen Straete |
| Ingelmunster                                 | Ingelmunster                      | gemeente                     | 1099 Ingelmoenstra Anglomonasterium / Angolmonasterium |
| Izegem                                       | Izegem                            | stad                         | 1066 Ysenghem |
| Izegem - Emelgem                             | Emelgem                           | deelgemeente                 | |
| Izegem - Kachtem                             | Kachtem                           | deelgemeente                 | 1116 Cakingehem |
| Jabbeke                                      | Jabbeke                           | dorp, gemeente               | 1003 Jatbeca 1712 Jabbeke, 1777 Jabbeke |
| Jabbeke                                      | Torhoutseweg                      | gehucht                      | 1777 Thouroutwegh |
| Jabbeke - Snellegem                          | Snellegem                         | dorp, deelgemeente           | 1712 Snelleghem |
| Jabbeke - Stalhille                          | Stalhille                         | dorp, deelgemeente           | 1712 Stalhille, 1777 Stalhille |
| Jabbeke - Stalhille                          | Nachtegaalstraat                  | gehucht                      | 1777 Achtergael Straete |
| Jabbeke - Stalhille                          | Stalhillebrug                     | gehucht                      | 1777 Stalhille Brugghe |
| Jabbeke - Varsenare                          | Varsenare                         | dorp, deelgemeente           | 1712 Varsenaere, 1777 Varssenare |
| Jabbeke - Varsenare                          | Proren (verdwenen)                | dorp                         | 1712 Proren |
| Jabbeke - Zerkegem                           | Zerkegem                          | dorp, deelgemeente           | 1712 Zerckeghem, 1777 Zerkegem |
| Knokke-Heist                                 | Knokke-Heist                      | gemeente                     | |
| Knokke-Heist - Heist                         | Heist                             | dorp, deelgemeente           | 1665 Heijst, 1712 Heyst |
| Knokke-Heist - Knokke                        | Knokke                            | dorp, deelgemeente           | 1253 Cnocke 1712 Knoke |
| Knokke-Heist - Ramskapelle                   | Ramskapelle                       | deelgemeente                 | |
| Knokke-Heist - Westkapelle                   | Westkapelle                       | deelgemeente                 | 1712 West Capelle |
| Koekelare                                    | Koekelare                         | dorp, gemeente               | 1777 Couckelare |
| Koekelare                                    | Kruishoek                         | gehucht                      | 1777 Cruyshoeck |
| Koekelare                                    | Ooievaarsdijk (verdwenen)         | gehucht                      | 1777 Den Oyevaer Dyck |
| Koekelare - Bovekerke                        | Bovekerke                         | dorp, deelgemeente           | 1777 Bovekercke |
| Koekelare - Zande                            | Zande                             | dorp, deelgemeente           | 1712 Sande, 1777 Zande |
| Koksijde                                     | Koksijde                          | dorp, gemeente               | 1270 Coxhyde 1712 Coxis, 1777 Cauxyde |
| Koksijde                                     | Sint-Idesbald                     |                              | 1712 Vielle B. des Dunes, 1748 Ancienne Abbaye des Dunes |
| Koksijde                                     | Witte-Brug                        |                              | |
| Koksijde                                     | Zeepanne                          |                              | |
| Koksijde - Oostduinkerke                     | Oostduinkerke                     | dorp, deelgemeente           | 1712 Oost Duynkercken, 1777 Oostdunckercke |
| Koksijde - Wulpen                            | Wulpen                            | dorp, deelgemeente           | 1777 Wulpen |
| Koksijde - Wulpen                            | Wulpendamme                       | gehucht                      | 1777 Wulpendamme |
| Kortemark                                    | Kortemark                         | dorp, gemeente               | 1777 Cortemarcq |
| Kortemark                                    | Pereboom                          | gehucht                      | 1777 Perreboon |
| Kortemark - Handzame                         | Handzame                          | dorp, deelgemeente           | 1777 Hantsaeme |
| Kortemark - Handzame                         | Amersvelde                        | gehucht                      | 1777 Amersvelde |
| Kortemark - Handzame                         | Edewalle                          | gehucht                      | 1777 Edewalle |
| Kortemark - Handzame                         | Heirskat (verdwenen)              | gehucht                      | 1777 Heirs Cat |
| Kortemark - Handzame                         | Markhove                          | gehucht                      | 1777 Marckhove |
| Kortemark - Werken                           | Werken                            | dorp, deelgemeente           | 1777 Wercken |
| Kortemark - Werken                           | Schuddeburse                      | gehucht                      | 1777 Schuddeburse |
| Kortemark - Werken                           | Puikel (verdwenen)                | gehucht                      | 1777 De Puyckel |
| Kortemark - Zarren                           | Zarren                            | dorp, deelgemeente           | 1777 Zarren |
| Kortemark - Zarren                           | Bosdam (verdwenen)                | gehucht                      | 1777 Boschdam |
| Kortemark - Zarren                           | Zarrenlinde                       | gehucht                      | 1777 Zarrenlinde |
| Kortrijk                                     | Kortrijk                          | stad                         | 5e eeuw Cortoriacum |
| Kortrijk - Aalbeke                           | Aalbeke                           | deelgemeente                 | 1136 Albeccam (accusatief), 1210 Albeka, 1211 Albeke, 1292 Aelbeke |
| Kortrijk - Bellegem                          | Bellegem                          | deelgemeente                 | |
| Kortrijk - Bissegem                          | Bissegem                          | deelgemeente                 | |
| Kortrijk - Heule                             | Heule                             | deelgemeente                 | |
| Kortrijk - Kooigem                           | Kooigem                           | deelgemeente                 | |
| Kortrijk - Marke                             | Marke                             | deelgemeente                 | 1066 Marca |
| Kortrijk - Rollegem                          | Rollegem                          | deelgemeente                 | |
| Kuurne                                       | Kuurne                            | gemeente                     | 1123 Curnes, 1146 Cuerna |
| Langemark-Poelkapelle - Bikschote            | Bikschote                         | dorp, deelgemeente           | 1777 Bixschote |
| Langemark-Poelkapelle - Bikschote            | Smiske                            | gehucht                      | 1777 St. Ioseph |
| Langemark-Poelkapelle - Bikschote            | Serpenthoek (verdwenen)           | gehucht                      | 1777 Serpent Hoeck |
| Langemark-Poelkapelle - Langemark            | Langemark                         | dorp, deelgemeente           | 1777 Langhemarcq |
| Langemark-Poelkapelle - Langemark            | Sint-Juliaan                      | gehucht                      | 1777 St. Iuliaens |
| Langemark-Poelkapelle - Poelkapelle          | Poelkapelle                       | gehucht, deelgemeente        | 1375 Capelle ten Poele 1777 Poel Capelle |
| Ledegem                                      | Ledegem                           | gemeente                     | 1111 Lidingim, 1114 Lidingehem |
| Ledegem - Rollegem-Kapelle                   | Rollegem-Kapelle                  | deelgemeente                 | |
| Ledegem - Sint-Eloois-Winkel                 | Sint-Eloois-Winkel                | deelgemeente                 | |
| Lendelede                                    | Lendelede                         | gemeente                     | 847 Leddam, 1072 Lethis, 1443 Lendelede |
| Lichtervelde                                 | Lichtervelde                      | gemeente                     | 1127 Lichtervelde, 1199 Listrevelde |
| Lo-Reninge                                   | Lo-Reninge                        | stad                         | |
| Lo-Reninge - Lo                              | Lo                                | stad, deelgemeente           | 1777 Loo |
| Lo-Reninge - Lo                              | Hazewind                          | gehucht                      | 1777 Haesewyndeken |
| Lo-Reninge - Lo                              | Gapaard                           | gehucht                      | 1777 Gaepaerde |
| Lo-Reninge - Noordschote                     | Noordschote                       | dorp, deelgemeente           | 1072 Nortscotes 1777 Noordschote |
| Lo-Reninge - Pollinkhove                     | Pollinkhove                       | dorp, deelgemeente           | 1777 Pollynckhove |
| Lo-Reninge - Pollinkhove                     | Fintele                           | gehucht                      | 1777 La Fintelle |
| Lo-Reninge - Reninge                         | Reninge                           | dorp, deelgemeente           | 1777 Reninghe |
| Lo-Reninge - Reninge                         | Pijpegale                         | gehucht                      | 1777 Pyppegalle |
| Menen                                        | Menen                             | stad                         | 1087 Menin |
| Menen                                        | Kouchyt (verdwenen)               | gehucht                      | 1777 Kouchyt |
| Menen - Lauwe                                | Lauwe                             | deelgemeente                 | |
| Menen - Rekkem                               | Rekkem                            | deelgemeente                 | |
| Mesen                                        | Mesen                             | stad                         | 1065 Mecinis 1777 Meessen, Messines |
| Meulebeke                                    | Meulebeke                         | gemeente                     | 1100 Mulenbeca |
| Middelkerke                                  | Middelkerke                       | dorp, gemeente               | 1218 Middelkerca 1712 Middekercke, 1777 Middelkercke |
| Middelkerke                                  | Lovie                             |                              | |
| Middelkerke                                  | Rattevalle                        |                              | |
| Middelkerke                                  | Spermalie                         |                              | |
| Middelkerke - Leffinge                       | Leffinge                          | dorp, deelgemeente           | 1712 Leffingue, 1777 Leffinghe |
| Middelkerke - Lombardsijde                   | Lombardsijde                      | dorp, deelgemeente           | 1712 Lombaerdzyde, 1777 Lombarzyde |
| Middelkerke - Mannekensvere                  | Mannekensvere                     | dorp, deelgemeente           | 1177 Mannichinovervam, 1383 Viruli traiectum 1712, 1777 Mannekensvere |
| Middelkerke - Slijpe                         | Slijpe                            | dorp, deelgemeente           | 1712, 1777 Slype |
| Middelkerke - Sint-Pieters-Kapelle           | Sint-Pieters-Kapelle              | dorp, deelgemeente           | 1712 S. Peeters Cappelle, 1777 St. Pieters Capelle |
| Middelkerke - Schore                         | Schore                            | dorp, deelgemeente           | 1777 Schoore |
| Middelkerke - Westende                       | Westende                          | dorp, deelgemeente           | 1712 Westende, 1777 Westhende |
| Middelkerke - Wilskerke                      | Wilskerke                         | dorp, deelgemeente           | 1712, 1777 Wilskercke |
| Moorslede                                    | Moorslede                         | dorp, gemeente               | 1085 Morcelede 1777 Moors Lede |
| Moorslede                                    | Sint-Acaris (verdwenen)           | gehucht                      | 1777 St. Acaris |
| Moorslede                                    | Waterdam                          | gehucht                      | 1777 Watermeulendam |
| Moorslede                                    | Spiet (verdwenen)                 | gehucht                      | 1777 Spiet |
| Moorslede                                    | Bloemhoek (verdwenen)             | gehucht                      | 1777 Blom Hoeck |
| Moorslede                                    | Slypskapelle                      | gehucht                      | 1777 Slyps |
| Moorslede - Dadizele                         | Dadizele                          | dorp, deelgemeente           | 1777 Dadezeele |
| Nieuwpoort                                   | Nieuwpoort                        | stad                         | 1150 Isera Portus, 1163 Neoportus 1777 Nieuport |
| Nieuwpoort - Ramskapelle                     | Ramskapelle                       | dorp, deelgemeente           | 1712 Rams Capelle, 1777 Ramscapelle |
| Nieuwpoort - Sint-Joris                      | Sint-Joris                        | dorp, deelgemeente           | 1712 S. Joris, 1777 St Iooris |
| Oostende                                     | Oostende                          | stad                         | 1665, 1712, 1777 Ostende |
| Oostende                                     | Mariakerke                        | dorp                         | 1712 Marie kerck, 1777 Mariekercke |
| Oostende                                     | Raversijde                        | dorp                         | 1712 Walrarcsyde, 1777 Raversyde |
| Oostende - Stene                             | Stene                             | gehucht, deelgemeente        | 1712, 1777 Steene |
| Oostende - Zandvoorde                        | Zandvoorde                        | dorp, deelgemeente           | 1712, 1777 Zantvoorde |
| Oostkamp                                     | Oostkamp                          | dorp, gemeente               | 1712 Oostcamp, 1777 Oostcamp |
| Oostkamp                                     | Dendale (verdwenen)               | gehucht                      | 1777 Den Daele |
| Oostkamp                                     | Groothuizen (verdwenen)           | dorp                         | 1712 Gruythuyse |
| Oostkamp                                     | Kalishoek (verdwenen)             | gehucht                      | 1777 Cales Houck |
| Oostkamp                                     | Larestraat                        | gehucht                      | 1777 De Laere |
| Oostkamp                                     | Nieuwenhove                       | gehucht                      | 1777 Nieuwen Hove |
| Oostkamp                                     | Moerbrugge                        | brug, gehucht                | 1712 Moer brugge, 1777 Moerbrugghe |
| Oostkamp                                     | Stuyvensberg (verdwenen)          | gehucht                      | 1777 Stuyvensbergh |
| Oostkamp - Hertsberge                        | Hertsberge                        | deelgemeente                 | |
| Oostkamp - Hertsberge                        | Scharestraat                      | gehucht                      | 1777 Schaer Straete |
| Oostkamp - Ruddervoorde                      | Ruddervoorde                      | dorp, deelgemeente           | 1777 Ruddervoorde |
| Oostkamp - Ruddervoorde                      | Sijslostraat                      | gehucht                      | 1777 Eyseloo Straete |
| Oostkamp - Waardamme                         | Waardamme                         | dorp, deelgemeente           | 1777 Wardamme |
| Oudenburg                                    | Oudenburg                         | dorp, stad                   | 1712 Oudenbourg |
| Oudenburg - Ettelgem                         | Ettelgem                          | dorp, deelgemeente           | 1712 Ettelghem, 1777 Ettelgem |
| Oudenburg - Ettelgem                         | Ettelgemhoek                      | gehucht                      | 1777 Ettelgem Hoeck |
| Oudenburg - Ettelgem                         | De Drie Hofsteden                 | gehucht                      | 1777 De Driehofste Straete |
| Oudenburg - Roksem                           | Roksem                            | dorp, deelgemeente           | 1712 Roxhem |
| Oudenburg - Westkerke                        | Westkerke                         | deelgemeente                 | |
| Oudenburg - Westkerke                        | Noordstraat                       | gehucht                      | 1777 Noortstraete |
| Oudenburg - Westkerke                        | Redinnetstraat (verdwenen)        | gehucht                      | 1777 Redinnet Straete |
| Oudenburg - Westkerke                        | Zandstraat (verdwenen)            | gehucht                      | 1777 Zantstraete |
| Pittem                                       | Pittem                            | gemeente                     | 1072 Puthem |
| Pittem - Egem                                | Egem                              | deelgemeente                 | |
| Poperinge                                    | Poperinge                         | stad                         | ca. 850 Pupurninga villa, 877 Pupringahem 1712 Poperinghe, 1777 Poperinghe |
| Poperinge                                    | Abele                             | gehucht                      | 1712 Abeele, 1777 L'abeele |
| Poperinge                                    | Busseboom                         | gehucht                      | 1712 Busbooms Cap., 1777 Busseboom |
| Poperinge - Krombeke                         | Krombeke                          | dorp, deelgemeente           | 1777 Crombeecke |
| Poperinge - Proven                           | Proven                            | dorp, deelgemeente           | 1151 Provendes 1777 Proven |
| Poperinge - Reningelst                       | Reningelst                        | dorp, deelgemeente           | 1712 Reninchelst, 1777 Reningelst |
| Poperinge - Reningelst                       | Ouderdom                          | gehucht                      | 1777 Den Ouderdom |
| Poperinge - Roesbrugge-Haringe               | Haringe                           | dorp                         | 1712 Heringe / Haringe, 1777 Haringhe |
| Poperinge - Roesbrugge-Haringe               | Roesbrugge                        | dorp                         | 1712 Roesbrugge, 1777 Rousbrugghe |
| Poperinge - Watou                            | Sint-Jan-ter-Biezen               |                              | 1712 S. Jans |
| Poperinge - Watou                            | Watou                             | dorp, deelgemeente           | 1123 Wathewa, 1159 Watawa, 1200 Watuwes, 1218 Watewes, 1245 Watue 1712 Watenal, 1777 Watou, Waetoue                                                                                                  |
| Roeselare                                    | Roeselare                         | stad                         | |
| Roeselare - Beveren                          | Beveren                           | deelgemeente                 | |
| Roeselare - Oekene                           | Oekene                            | deelgemeente                 | |
| Roeselare - Rumbeke                          | Rumbeke                           | deelgemeente                 | |
| Ruiselede                                    | Ruiselede                         | gemeente                     | 1106 Rusleda |
| Spiere-Helkijn                               | Spiere-Helkijn                    | gemeente                     | |
| Spiere-Helkijn                               | Helkijn                           | deelgemeente                 | |
| Spiere-Helkijn                               | Spiere                            | deelgemeente                 | |
| Staden                                       | Staden                            | dorp, gemeente               | 1777 Staeden |
| Staden                                       | Hoogstraten (verdwenen)           | gehucht                      | 1777 Hoogh Straete |
| Staden                                       | Stadenberg                        | gehucht                      | 1777 Staedenbergh |
| Staden                                       | Stadendreve                       | gehucht                      | 1777 Staedendreve |
| Staden - Oostnieuwkerke                      | Oostnieuwkerke                    | dorp, deelgemeente           | 1777 Oostnieuwkercke |
| Staden - Westrozebeke                        | Westrozebeke                      | dorp, deelgemeente           | 1777 Roosebeke |
| Tielt                                        | Tielt                             | stad                         | 1105 Tiletum |
| Tielt - Aarsele                              | Aarsele                           | deelgemeente                 | 1038 Arcela, 1213 Arsele, 1302 Aersele |
| Tielt - Kanegem                              | Kanegem                           | deelgemeente                 | 967 Caningehem |
| Tielt - Schuiferskapelle                     | Schuiferskapelle                  | deelgemeente                 | |
| Torhout                                      | Torhout                           | stad                         | 683 Turholt, 743 Thoraldi lucus, 8e eeuw Thorholt, 1036 Turult / Thourout |
| Veurne                                       | Veurne                            | stad                         | 877 Frunae 1712 Furnes, 1777 Vuerne / Furnes |
| Veurne                                       | Galgenhoek                        |                              | |
| Veurne                                       | Nieuwstad                         |                              | |
| Veurne                                       | Petit Paris                       |                              | |
| Veurne                                       | Ten Bogaerde                      |                              | |
| Veurne                                       | Draaibrug                         |                              | |
| Veurne                                       | Beauvoorde                        |                              | |
| Veurne                                       | Dode-Man                          |                              | |
| Veurne                                       | Doorntje                          |                              | |
| Veurne                                       | Zwaantje                          | gehucht                      | 1777 Het Swaentien |
| Veurne                                       | Nieuwpoorthoek                    |                              | |
| Veurne                                       | 's Heerwillemskapelle (verdwenen) | dorp                         | 1777 s' Heerwillemscapelle (sic) |
| Veurne - Avekapelle                          | Avekapelle                        | dorp, deelgemeente           | 1199 Avencapella, Avencapelle, 1538 Avecappelle 1777 Avencapelle |
| Veurne - Booitshoeke                         | Booitshoeke                       | dorp, deelgemeente           | 1777 Boitshoucke |
| Veurne - Bulskamp                            | Bulskamp                          | dorp, deelgemeente           | 1712 Bulscam, 1777 Bulscamp |
| Veurne - De Moeren                           | De Moeren                         | deelgemeente                 | 1712 La Grande Mour / La Grande Moere |
| Veurne - Eggewaartskapelle                   | Eggewaartskapelle                 | dorp, deelgemeente           | 1777 Eggewaerts Capelle |
| Veurne - Houtem                              | Houtem                            | dorp, deelgemeente           | 1712 Houtem, 1777 Houtthem |
| Veurne - Houtem                              | Doorntje                          | gehucht                      | 1777 Les Trois Rois |
| Veurne - Steenkerke                          | Steenkerke                        | dorp, deelgemeente           | 1777 Steenkercke |
| Veurne - Vinkem                              | Vinkem                            | dorp, deelgemeente           | 1712 Winchem, 1777 Vinchem |
| Veurne - Wulveringem                         | Wulveringem                       | dorp, deelgemeente           | 1712 Wolveringen, 1777 Wulveringhem |
| Veurne - Zoutenaaie                          | Zoutenaaie                        | dorp, deelgemeente           | 1777 Zoutenay |
| Vleteren - Oostvleteren                      | Oostvleteren                      | dorp, deelgemeente           | 1777 Oostvleteren |
| Vleteren - Oostvleteren                      | Elzendamme                        | gehucht                      | 1777 Elsen Damme |
| Vleteren - Oostvleteren                      | Kortenkeer                        | gehucht                      | 1777 Den Cortekeer |
| Vleteren - Westvleteren                      | Westvleteren                      | dorp, deelgemeente           | 1183 Westvleterne 1777 Westvleteren |
| Vleteren - Westvleteren                      | Kruisstraat (verdwenen)           | gehucht                      | 1777 Cruys Straete |
| Vleteren - Westvleteren                      | Reke (verdwenen)                  | gehucht                      | 1777 Reecke |
| Vleteren - Woesten                           | Woesten                           | dorp, deelgemeente           | 1777 Oestene |
| Waregem                                      | Waregem                           | stad                         | |
| Waregem - Beveren                            | Beveren                           | deelgemeente                 | |
| Waregem - Desselgem                          | Desselgem                         | deelgemeente                 | |
| Waregem - Sint-Eloois-Vijve                  | Sint-Eloois-Vijve                 | deelgemeente                 | |
| Wervik                                       | Wervik                            | stad                         | 1090 Wervy, 1114 Wervick, 1213 Werveka 1777 Wervicke |
| Wervik                                       | Kruiseke                          | gehucht                      | 1777 Cruys Eecke |
| Wervik                                       | Reke (verdwenen)                  | gehucht                      | 1777 Reecke |
| Wervik                                       | Godshuis (verdwenen)              | gehucht                      | 1777 Het Godt Huys |
| Wervik - Geluwe                              | Geluwe                            | dorp, deelgemeente           | 1777 Gheluwe |
| Wervik - Geluwe                              | Artonishoek (verdwenen)           | gehucht                      | 1777 Artois Houck |
| Wevelgem                                     | Wevelgem                          | gemeente                     | 1197 Weflegem |
| Wevelgem - Gullegem                          | Gullegem                          | deelgemeente                 | |
| Wevelgem - Moorsele                          | Moorsele                          | deelgemeente                 | 1044 Mortsella |
| Wielsbeke                                    | Wielsbeke                         | gemeente                     | |
| Wielsbeke - Ooigem                           | Ooigem                            | deelgemeente                 | |
| Wielsbeke - Sint-Baafs-Vijve                 | Sint-Baafs-Vijve                  | deelgemeente                 | |
| Wingene                                      | Wingene                           | gemeente                     | 847 Villa Wenghina |
| Wingene - Zwevezele                          | Zwevezele                         | deelgemeente                 | |
| Zedelgem                                     | Zedelgem                          | dorp, gemeente               | 1777 Zedelgem |
| Zedelgem - Aartrijke                         | Aartrijke                         | dorp, deelgemeente           | 893-903 Artiriacum, 961 Artrica, 1222 Artrike, 1302 Aertrike, 1366 Aertrijcke, 1827 Aartrijke1777 Aertrycke                                                                                          |
| Zedelgem - Loppem                            | Loppem                            | dorp, deelgemeente           | 1712 Lopphem, 1777 Loppem |
| Zedelgem - Veldegem                          | Veldegem                          | deelgemeente                 | |
| Zonnebeke                                    | Zonnebeke                         | dorp, deelgemeente           | 1777 Zonnebeke |
| Zonnebeke - Beselare                         | Beselare                          | dorp, deelgemeente           | 1777 Becelaere |
| Zonnebeke - Beselare                         | Te Molen (verdwenen)              | gehucht                      | 1777 Te Molen |
| Zonnebeke - Geluveld                         | Geluveld                          | dorp, deelgemeente           | 1777 Gheluvelt |
| Zonnebeke - Geluveld                         | Terhand                           | gehucht                      | 1777 Ter Handt |
| Zonnebeke - Passendale                       | Passendale                        | dorp, deelgemeente           | 844 Pascandale 1777 Passchendaele |
| Zonnebeke - Passendale                       | 's Graventafel (verdwenen)        | gehucht                      | 1777 Graeven Taefel |
| Zonnebeke - Zandvoorde                       | Zandvoorde                        | dorp, deelgemeente           | 1777 Zantvoorde |
| Zuienkerke                                   | Zuienkerke                        | dorp, gemeente               | 1712 Zuwenkercke, 1777 Suwenkercke |
| Zuienkerke                                   | Kleiem (verdwenen)                |                              | 1712 Cleyhem |
| Zuienkerke - Houtave                         | Houtave                           | dorp, deelgemeente           | 1712 Houthove, 1777 Houttave |
| Zuienkerke - Meetkerke                       | Meetkerke                         | dorp, deelgemeente           | 1014 Matkerke, 1089 Madkercka 1712 Meetkercke, 1777 Meetkercke |
| Zuienkerke - Nieuwmunster                    | Nieuwmunster                      | dorp, deelgemeente           | 1214 Niemonstra 1712 Nieumunster, 1777 Nieumunster |
| Zuienkerke - Nieuwmunster                    | Breskens (verdwenen)              | gehucht                      | 1777 Breskens |
| Zwevegem                                     | Zwevegem                          | gemeente                     | 1777 Sweveghem |
| Zwevegem - Heestert                          | Heestert                          | deelgemeente                 | |
| Zwevegem - Moen                              | Moen                              | deelgemeente                 | 1105 Meune, 1219 Mounes, 1247 Mouden |
| Zwevegem - Otegem                            | Otegem                            | deelgemeente                 | |
| Zwevegem - Sint-Denijs                       | Sint-Denijs                       | deelgemeente                 | |